# Tschechen in Wien
Die Tschechen waren in Wien während der Donaumonarchie nach den Deutschösterreichern die am stärksten vertretene Volksgruppe, so dass die Reichshaupt- und Residenzstadt Wien um 1900 nach Prag die zweitgrößte tschechische Stadt war.

## Allgemeines
Unter König Ottokar II. Přemysl siedelten sich um 1250 die ersten Tschechen aus Böhmen, Mähren und Schlesien in Wien an. Nach seinem Tod in der Schlacht auf dem Marchfeld wurde Ottokar zunächst 30 Wochen lang in der Minoritenkirche in Wien aufgebahrt und 1279 in der Krypta der Klosterkirche des Znaimer Minoritenklosters beigesetzt. Erst 18 Jahre später, im Jahr 1296, wurden seine sterblichen Überreste nach Prag überführt. Sein Herz blieb allerdings in Wien zurück.
Die definitive Fixierung des habsburgischen Kaiserhofs in Wien brachte später zunächst eine Zuwanderung des Adels, der bei Hof vertreten sein musste, und seiner Dienerschaft mit sich. Mittlere und untere soziale Schichten folgten. In der zweiten Hälfte des 18. Jahrhunderts verstärkte sich der Zuzug.
Die Zuwanderer siedelten sich zunächst vor allem in den damaligen Vorstädten und heutigen Bezirken Landstraße und Wieden an.
Kaiser Joseph II. ließ sich von Johann Wenzel Pohl in der tschechischen Sprache unterrichten und führte auch in der Theresianischen Militärakademie von Wiener Neustadt diese Sprache als Unterrichtsfach ein. Eine kaiserliche Verordnung aus dem Jahr 1778 erteilte die Weisung, dass in der Vorstadt Wieden – zu der auch Teile des heutigen Bezirks Favoriten gehörten – Verlautbarungen auch in tschechischer Sprache kundgemacht werden mussten.
1856 sollte der erste tschechische Verein in Wien, Slovanský pěvecký spolek, gegründet werden, dieser wurde von den zuständigen Behörden aber erst 1862 genehmigt. Jeder „Volksstamm“ Altösterreichs besaß nach dem Staatsgrundgesetz vom 21. Dezember 1867 sprachliche Gleichberechtigung und damit das Recht auf öffentliche Schulen, aber in Niederösterreich (und damit vor allem in Wien) wurden die dort lebenden Tschechen nicht als „Volksstamm“ und damit die tschechische Sprache nicht als „landesübliche Sprache“ anerkannt. Dies bereitete große Probleme bei der Schulgründung.
Auf Anordnung des christlichsozialen Bürgermeisters Lueger erhielt man ab 1897 bei der Gemeinde Wien, der Wiener Stadtverwaltung, nur noch dann eine Anstellung, wenn man der deutschen Nationalität angehörte. 1901 verschärfte er dies auf ein verpflichtendes Bekenntnis zur deutschen Umgangssprache.
Am 28. Oktober 1918, als Altösterreich (Cisleithanien) zerfiel, wurde durch Švehla, Soukup, Stříbený und Rašín die Erste Tschechoslowakische Republik ausgerufen. Dadurch erhielten die Tschechen Wiens eine Schutzmacht, die durch verschiedene Verträge zusätzlich internationale Unterstützung bekam. Trotzdem klagte im Jänner 1923 Johann Klimeš im Wiener Gemeinderat, dass im „Roten Wien“ zur Aufnahme bei der Wiener Berufsfeuerwehr nicht nur die österreichische Staatsbürgerschaft notwendig war, sondern auch die Zugehörigkeit zur deutschen Nationalität.
Eine Überlebensfrage im wahrsten Sinne des Wortes war die Frage der Arbeitslosen- und Notstandsunterstützung für bedürftige Arbeitslose mit tschechoslowakischer Staatsbürgerschaft in Wien. Um nicht selbst Zahlungen an arbeitslos gewordene Österreicher in der Tschechoslowakei leisten zu müssen, provozierte die Regierung in Prag die Einstellung der Zahlungen Österreichs an Tschechen in Österreich und unterstützte ihre Staatsbürger über das Generalkonsulat. Diese Vorgehensweise wurde von der in Wien erscheinenden Zeitung Vídeňské dělnické listy (Wiener Arbeiterblätter) heftig kritisiert.

## Bevölkerung
Über die Einwohnerzahlen Wiens und die Zusammensetzung der Bevölkerung gibt es zum Teil nur ungenaue Angaben.

### Monarchie
Laut Volkszählung 1900 lebten in Wien rund 1,6 Millionen Menschen aller Volksgruppen der Donaumonarchie. Offiziell bekannten sich 102.974 Personen dazu, Tschechisch als Umgangssprache zu verwenden. Da der Begriff „Umgangssprache“ aber unklar definiert war, schätzen tschechische Historiker die wahre Zahl der Tschechen auf etwa 250.000 bis 300.000. Aufgrund der amtlichen Statistik war Wien damals die zweitgrößte tschechische Stadt Europas.
Nach Karl Maria Brousek wurden in der Monarchie Volkszählungen immer zu Jahresende durchgeführt, wenn sich Saisonarbeiter in ihrer Heimat befanden (und somit in Wien statistisch nicht erfasst wurden). Des Weiteren wurde von Politikern und Ämtern der Stadt Wien und deutschnationalen Gruppierungen deutlich gemacht, dass man Wien als deutsche Stadt erhalten wolle. Diese vor allem gegen den tschechischen Einfluss gerichtete Politik fand bei der deutschen Mehrheitsbevölkerung viel Zuspruch.
Es ist anzunehmen, dass die Angst vor möglichen Nachteilen bei wahrheitsgemäßer Angabe tschechischer Umgangssprache viele Wiener Bürger dazu bewog, sich als Deutsche zu deklarieren. Deshalb weichen die Schätzungen der tatsächlichen Zahl tschechischer Wiener von den offiziellen Zahlen drastisch ab.
1911 wiesen der christlichsoziale Bürgermeister Josef Neumayer und der Magistrat der Stadt Wien die städtischen Kinderübernahmestellen an, an Pflegeeltern nichtdeutscher Nationalität keine magistratischen Kostkinder mehr zu vergeben und „solchen Parteien, bei welchen der Verdacht der böhmischen Umgangssprache vorliegt, die Kostkinder sofort abzunehmen“.
Nach Wien zugewanderten Personen – egal welcher Nationalität, nicht nur Tschechen – drohte die Abschiebung in ihre Heimatgemeinde, wenn sie verarmten oder obdachlos wurden; nur die Heimatgemeinde war zu sozialer Hilfeleistung verpflichtet. Die Erteilung des Heimatrechts in Wien wurde ab 1863 stark eingeschränkt.
1880 etwa wurden 7.051 Personen aus Wien abgeschoben: 2.222 Personen nach Böhmen, 1.503 nach Mähren, 225 nach Schlesien, 139 nach Galizien, 900 nach Ungarn und 312 ins Deutsche Reich.
Ein am 28. März 1900, in der Amtszeit von Karl Lueger, in Kraft getretenes, vom Niederösterreichischen Landtag beschlossenes Gemeindestatut zwang jeden Staatsbürger, der um das Bürgerrecht in Wien ansuchte, vor dem Bürgermeister einen Eid unter anderem darauf abzulegen, dass er „den deutschen Charakter der Stadt nach Kräften aufrecht halten wolle“.
Das Gemeindestatut sah in den §§ 5 und 8 die Gliederung der Bewohner wie folgt vor:
- Auswärtige (solche, die nicht Gemeindemitglieder sind)
- Gemeindemitglieder:
  - Gemeindegenossen (nicht heimatberechtigt, aber Realbesitzer, selbstständige Gewerbetreibende oder Einkommensbezieher, die direkte Steuer entrichten)
  - Gemeindeangehörige (heimatberechtigt)
  - Bürger (Gemeindeangehörige auf Antrag und Beschluss)

Der Rechtsanspruch auf Erteilung des Heimatrechts nach mindestens zehnjährigem Aufenthalt in einer Gemeinde wurde in Österreich reichsgesetzlich 1901 eingeführt.

### Erste Republik
Der Zusammenbruch der Monarchie und die Gründung der Tschechoslowakei führten ab November 1918 zu einer massiven Rückwanderungswelle, die bis zum Ende der Ersten Republik bzw. des diktatorischen „Ständestaates“ 1938 andauerte. Unter den Rückwanderern aus Wien war die tschechoslowakische Regierung vor allem an bisherigen k.u.k. und k.k. Beamten und an besser ausgebildeten Arbeitskräften interessiert, die mit ihrem Fachwissen mithelfen sollten, den neuen Staat aufzubauen.
Bei der ersten österreichischen Volkszählung nach dem Krieg, 1923, wurde bei der Umgangssprache zwischen Tschechisch und Slowakisch unterschieden. Tschechische Medien und Organisationen in Wien forderten ihre Mitglieder dazu auf, sich zu ihrer tschechischen Abstammung zu bekennen. Entgegen manch unrealistischer Schätzungen von bis zu 250.000 Menschen gaben 81.344 Wiener eine der beiden Sprachen als Umgangssprache an: 79.278 Tschechisch und 2.066 Slowakisch.
Bei der nächsten Volkszählung, am 22. März 1934, spielten die Ereignisse des österreichischen Bürgerkriegs fünf Wochen vorher eine große Rolle. Viele tschechische Wiener standen der soeben verbotenen Sozialdemokratie nahe und vermieden jedes diesbezügliche Indiz.

### Zeit des Nationalsozialismus
1939 fand die letzte Volkszählung vor dem Zweiten Weltkrieg statt; auch die Muttersprache wurde nun erhoben. Viele Wiener, die als Umgangssprache längst Deutsch sprachen, gaben (aus Angst vor der NS-Diktatur?) oft wahrheitsgemäß an, Tschechisch als Muttersprache gehabt zu haben: 56.248 Personen führten Tschechisch oder Slowakisch an, um 42 % mehr, als 1934 eine der beiden Sprachen als Umgangssprache genannt hatten.
Während des Zweiten Weltkriegs kamen etwa 40.000 meist junge Tschechen als Zwangsarbeiter nach Wien und rund 35.000 nach Niederösterreich, in den damaligen Reichsgau Niederdonau. Da sie zumeist streng überwacht in Lagern leben mussten, hatten sie kaum Einfluss auf die in Wien ansässigen Tschechen.

### Zweite Republik
Unmittelbar nach dem Zweiten Weltkrieg kam es 1945 / 1946 zu einer zahlenmäßig nicht erfassten Rückwanderungswelle in die kaum kriegszerstörte Tschechoslowakische Republik, wo die Regierung mit dem zurückgelassenen Eigentum der vertriebenen deutschstämmigen Bevölkerung lockte (vor allem Handwerksbetriebe und Bauernhöfe).
Die 1948 beim Prager Februarumsturz erfolgte Machtübernahme durch die Kommunisten löste eine weitere schwache Rückwanderungswelle aus, diesmal aber Richtung Österreich. Ausgelöst wurde diese durch die Ablehnung der kommunistischen Ideologie und der Enteignung von in Privatbesitz stehenden Produktionsstätten – wovon oft auch die neuen Besitzer betroffen waren – durch die neuen Machthaber. Die anschließende Spaltung der in Wien ansässigen Tschechen in eine pragfreundliche (kommunistische) Fraktion und eine demokratisch orientierte Gruppierung verhinderte gezieltes Werben für ein Bekenntnis zur tschechischen Volksgruppe, und so wurden bei der Volkszählung 1951 in Wien offiziell nur 4.137 Tschechen und Slowaken gezählt.
Infolge der Niederschlagung des Prager Frühlings im Jahr 1968 blieben etwa 11.000 ČSSR-Staatsbürger, die um Asyl angesucht hatten, in Wien. Zwar erhielten diese von den demokratischen Vereinen Unterstützung, allerdings führten unterschiedliche Anschauungen zwischen den beiden Gruppierungen zu Differenzen, die die Vereinszusammenarbeit zumindest erschwerten.
Am 5. August 1976 wurde das auf Antrag der Bundesregierung Kreisky III beschlossene Volksgruppengesetz kundgemacht, das am 1. Februar 1977 in Kraft trat. Es ermächtigte die Bundesregierung, Volksgruppen per Verordnung anzuerkennen und für sie Volksgruppenbeiräte festzulegen. Dies geschah am 18. Jänner 1977 mit Wirksamkeit vom 1. Februar 1977 für die Volksgruppen der Tschechen, der Kroaten, der Ungarn und der Slowenen.
1992 wurden durch eine Änderung dieser Verordnung auch die in Österreich lebenden Slowaken und 1993 die Roma als Volksgruppe anerkannt.
In § 5 dieser Verordnung wurde für den tschechischen Volksgruppenbeirat die Mitgliederzahl acht festgelegt, wobei vier Mitglieder von den im Volksgruppengesetz genannten Vereinigungen vorzuschlagen waren. Wegen interner Zwistigkeiten konstituierte sich der tschechische Volksgruppenbeirat erst 1994.

## Politik

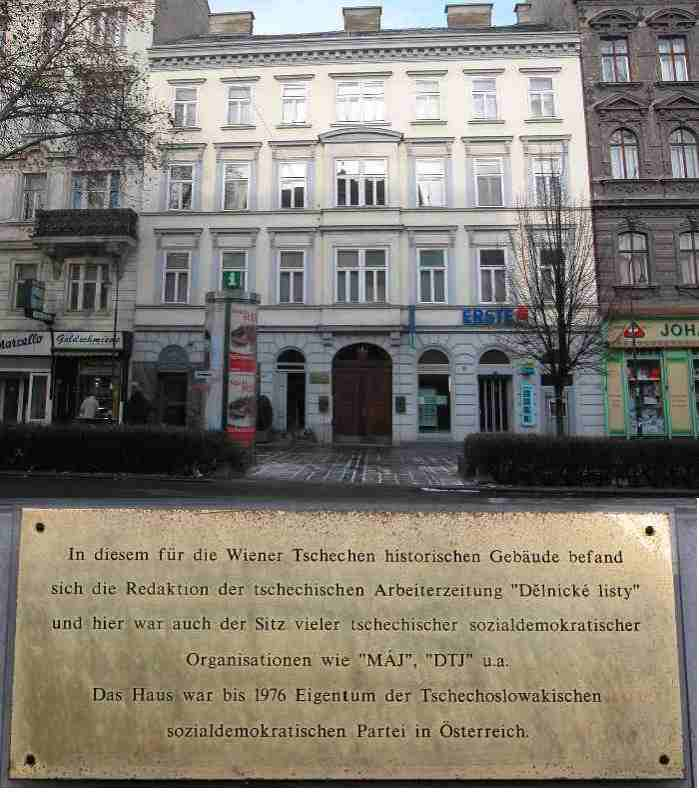
Ehemaliges Haus der Tschechischen Sozialisten in Wien 5., Margaretenplatz 7

### Monarchie
Die Tschechoslowakische Sozialdemokratische Partei wurde am 7. April 1878 in Prag gegründet. Im Jahr 1881 übersiedelte die Parteileitung von Prag in die Reichshaupt- und Residenzstadt Wien, wo 1902 am Margaretenplatz – wenige Gehminuten vom Vorwärts-Gebäude der deutschösterreichischen Sozialdemokraten entfernt – das Haus Nummer 7 erworben wurde. Das Jahr 1881 brachte aber auch die Verhaftung des gesamten Parteivorstands der Tschechoslowakischen Sozialdemokratischen Partei und zahlreicher weiterer Funktionäre. 1884 wurde die offizielle Zeitung namens „Arbeiter-Blätter“ verboten, wurde aber später wieder erlaubt und 1900 zur Tageszeitung. Die 1897 in Prag durch Václav Klofáč gegründete Národní sociálni strana spaltete auch die tschechische Arbeiterschaft in eine sozialdemokratische und eine nationalsoziale Gruppe.
Bei den Wahlen arbeiteten die deutschösterreichischen und tschechischen Sozialdemokraten eng zusammen. So wurde nicht nur der Wahlaufruf vom 9. Jänner 1897 in fünf Sprachen veröffentlicht, sondern auch die nationale Zusammensetzung der Wahlkreise bei der Aufstellung der Kandidaten berücksichtigt. In den Wiener Bezirken Margareten, Mariahilf, Meidling und Hietzing trat Antonín Němec, Vorsitzender der tschechischen Gewerkschaftszentrale, gegen den deutschen Christlichsozialen Karl Lueger an. Innerhalb der deutschen Gewerkschaftsorganisation organisierten sich die Tschechen und Slowaken in eigenen Gewerkschaften: 1896 gründete Karl Kořínek die Ziegelarbeiterunion (die so genannten Ziegelbehm), die Kanalreiniger und die slowakische Kohlenarbeiterschaft folgten. Erfolgreich war diese Art der sozialdemokratischen Zusammenarbeit allerdings nur, wenn es um konkrete gewerkschaftliche Interessen ging.

### Reichsrat
Dem Reichsrat der österreichischen Reichshälfte in Wien gehörten auch – in fünf Fraktionen organisiert – tschechische Abgeordnete an. Früher als in anderen Kronländern wurden sie in Böhmen und Mähren auf Veranlassung der k.k. Regierung direkt gewählt, da die Landtage die Entsendung von Mitgliedern verweigert hatten. Grund für die Weigerung war die Auffassung, der Reichsrat sei für die Länder der böhmischen Krone nicht zuständig, in Prag sei vielmehr ein eigenes Parlament dieser Länder zu konstituieren.
Der von acht Nationalitäten beschickte Reichsrat wurde für die einzelnen Sitzungsperioden vom Kaiser einberufen, vertagt oder geschlossen. Dies machte ständige Anwesenheit der Abgeordneten in Wien nicht nötig.

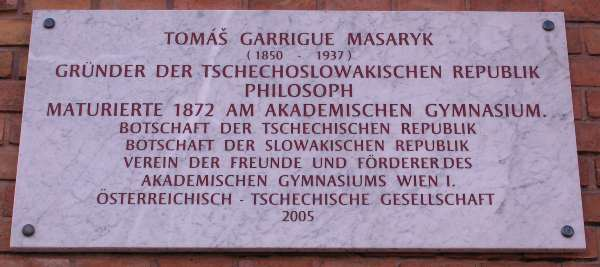
Tomáš Garrigue Masaryk am Wiener Akademischen Gymnasium

Das für den Verlauf der tschechischen Geschichte wichtigste Reichsratsmitglied, das gleichzeitig aus dem Kreis der Wiener Tschechen kam, war der spätere erste tschechoslowakische Staatspräsident Tomáš Garrigue Masaryk. 16 tschechische Minister der Zwischenkriegszeit gehörten dem Reichsrat, der oft als die politische Ausbildungsstätte für Politiker der Nachfolgestaaten bezeichnet wurde und wird, an, ebenso drei spätere Ministerpräsidenten:
- Karel Kramář
- Vlastimil Tusar
- František Udržal

Die Fraktion der „Jungtschechen“ veranstaltete durch die ausziehbaren Schreibpulte und mitgebrachte Instrumente im Reichsrat Lärmexzesse, wenn tschechische Anliegen abgelehnt wurden. Die Geschäftsordnung des Reichsrates enthielt für den Präsidenten nicht das Recht, störende Abgeordnete von der Sitzung auszuschließen. Die tschechische Obstruktionspolitik, in der Monarchie von keiner anderen Nationalität nachgeahmt, führte oft zu längerer Vertagung des Reichsrates. Während dieser Zeit wurden dringende Regelungen durch von der k.k. Regierung entworfene kaiserliche Verordnungen erlassen.

### Erster Weltkrieg
Nach dem Attentat von Sarajevo auf Thronfolger Franz Ferdinand von Österreich-Este kam es in Wien neben antiserbischen auch zu antitschechischen Ausschreitungen. In der Komenský-Schule wurden Fensterscheiben zertrümmert, und nur ein Großeinsatz der Polizei konnte Schlimmeres verhindern. Der Kriegsausbruch belastete die Komenský-Schule zusätzlich durch die Einberufung der Lehrer zum Militärdienst und langfristig durch immer ärger werdende finanzielle Probleme. Da die Wiener Tschechen sich bemühten, den Behörden keinen Anlass zur Auflösung tschechischer Organisationen – vor allem des Schulvereins – zu geben, wurde dem Kriegsministerium die ohnehin vom Wiener Magistrat blockierte Schule in der Schützengasse als Lazarett zur Verfügung gestellt. Das Vereinsleben der Tschechen beschränkte sich immer mehr auf soziale Hilfsdienste vor allem für verwundete tschechische Soldaten in den Wiener Lazaretten. Die österreichischen Behörden lösten zwar während der Kriegsjahre keine tschechischen Vereine auf, kontrollierten aber deren Tätigkeit und Zeitungen mit wechselnder Genauigkeit. Einzige Vereinsgründung während des Kriegs war České srdce (Tschechisches Herz). Vereinszweck waren humanitäre Aufgaben, inoffiziell handelte es sich dabei aber auch um den Nachfolger des Tschechischen Nationalrats, der sich 1915 aufgelöst hatte. Binnen kurzer Zeit konnten in ganz Wien zahlreiche Zweigvereine gegründet werden.
Das Verhältnis zur Donaumonarchie war in den beiden Tageszeitungen Vídeňský deník (Wiener Tagblatt) und Dělnické listy durchaus loyal. Frontberichte wurden zustimmend kommentiert, kritisch wurden sie nur im Zusammenhang mit Nationalitätenfragen. Erst als sich zeigte, dass die Regierung die Nationalitätenfrage nicht im Sinne der Tschechen lösen wollte, wurde die Haltung der Zeitungen immer abweisender. Das so genannte Völkermanifest Kaiser Karls I. wurde am 19. Oktober 1918 in Vídeňský deník zwar gedruckt, auf derselben Seite aber auch ablehnend kommentiert.

### Erste Republik
Bei der Wahl der konstituierenden Nationalversammlung für Deutschösterreich am 16. Februar 1919 traten die Vereinigten tschechoslowakischen Parteien an und erhielten 67.514 Stimmen (davon 65.132 in Wien) und somit ein Mandat. (Der Antrag dieses Abgeordneten, im Parlament in seiner Muttersprache reden zu dürfen, wurde von anderen Abgeordneten nicht unterstützt.) Auch bei der Niederösterreichischen Landtagswahl am 4. Mai 1919 (Wien war damals noch Bestandteil dieses Bundeslandes) traten die Tschechen und Slowaken gemeinsam an und erhielten diesmal 55.810 Stimmen.
Die Wiener tschechischen Sozialdemokraten waren bis Dezember 1919 an die Parteizentrale in Prag angeschlossen gewesen. Erst am 7. Dezember 1919 wurde die Tschechische Sozialdemokratische Partei in Österreich gegründet. Der konstituierende Parteitag fand allerdings erst Anfang 1921 statt. Das Parteiprogramm enthielt zwei nationale Forderungen (Garantie des Unterrichts in der Muttersprache und die Verbindung der niederösterreichischen Gebiete außerhalb Wiens und Wiens zu einem Wahlkreis, um die Mandatschancen zu erhöhen). Die weiteren Punkte waren gesamtösterreichisch und meist sozial ausgerichtet. Neben den verschiedenen der Partei nahestehenden Sport-, Bildungs- und Freizeitvereinen gab es auch eine tschechische Sektion des Republikanischen Schutzbundes. Vertreter der Partei waren Antonín Machát, František Strnad, Josef Petrů und Bedřich Čepelka. Ebenfalls als soziale Partei eingestuft waren die tschechischen National-Sozialisten, die allerdings einen stärkeren nationalen Anstrich besaßen als die Sozialdemokraten. Bekanntester Vertreter dieser Partei war Johan Klimeš.
Christliche Wähler fühlten sich zumeist von der Československá lidová strana v Rakousku (Tschechoslowakische Volkspartei in Österreich) am besten vertreten. Mit ihr arbeitete auch die tschechoslowakische christliche Gewerkschaftsgruppe zusammen. František Karlický und Otto Růžíčka waren die bekanntesten Vertreter der tschechoslowakischen Volkspartei in Österreich. Die in Niederösterreich lebenden tschechischen Landarbeiter wurden durch die tschechische Agrarierpartei in Österreich vertreten. 1922 gründeten die tschechischen Gewerbe- und Handelstreibenden eine eigene Partei mit Gottlieb Buchar als Führer.
In der Alser Straße in Wien hatte die Tschechische Sektion der Kommunistischen Partei in Österreich ihren Sitz (Sektion der III. Internationale). Die Organisation „Proletkult“ war für die Kulturpflege zuständig.

### NS-Zeit

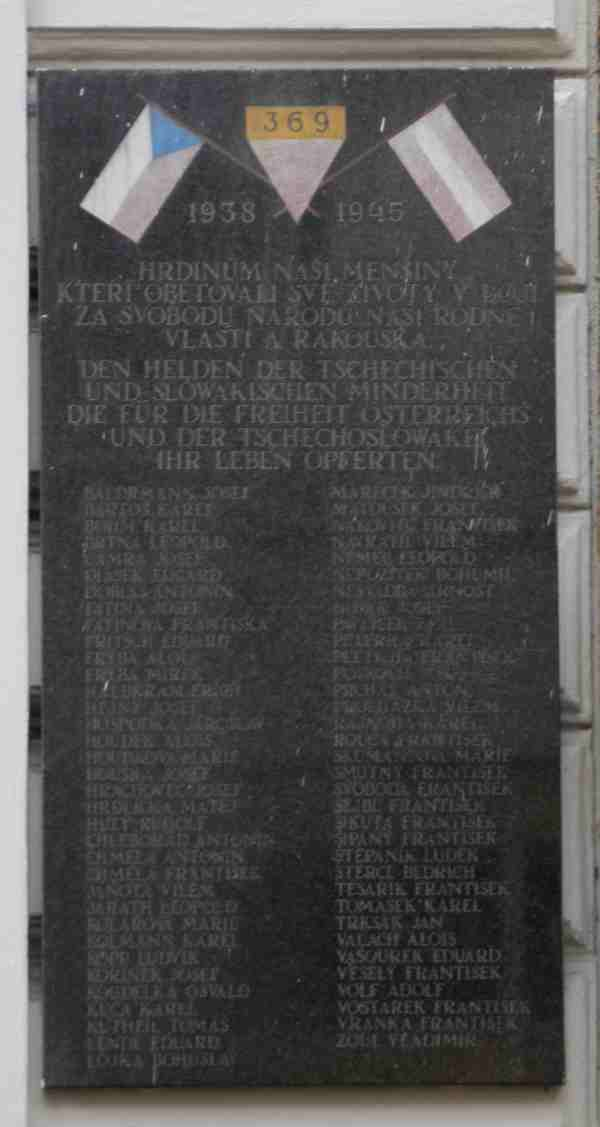
Gedenktafel für während der NS-Zeit hingerichtete tschechische und slowakische Widerstandskämpfer

Nach dem „Anschluss“ Österreichs an das Deutsche Reich am 12./13. März 1938 verschlechterte sich die Lage der Tschechen in Österreich. Um zu verhindern, dass sie für die Zahl der Nein-Stimmen in der Volksabstimmung über den Anschluss am 10. April verantwortlich gemacht würden, beantragten Vertreter tschechischer Wiener bei NS-Bürgermeister Hermann Neubacher eine getrennte „Sonderwahl“, die ihnen nach Abgabe einer Loyalitätserklärung auch zugestanden wurde. Nach einem großen Propagandaaufwand stimmten 23.200 tschechische Wiener für den Anschluss und nur 31 mit Nein, 32 Stimmen waren ungültig. Die Hoffnung der Tschechen, sich damit vor Übergriffen der Nazis geschützt zu haben, erfüllte sich allerdings nicht. Schon kurze Zeit später wurden führende Tschechen verhaftet. Im September 1939 wurde das tschechoslowakische Generalkonsulat aufgelöst.
Während des Krieges war die tschechische Sektion der KPÖ die mit ungefähr 200 Mitgliedern größte und aktivste Widerstandsgruppe der Tschechen Wiens. Zunächst befasste sich die Gruppe um Alois Valach und Alois Houdek, die nicht nur aus Kommunisten bestand, mit der Aufklärung über die Möglichkeit der Wehrdienstverweigerung und ging später mit dem Legen von Brandbomben in Getreidelagern und Wehrmachtsdepots zu Sabotageakten über. 1941–1942 wurden die meisten Mitglieder verhaftet, darunter auch Antonia Bruha, die in ihrem Buch Ich war keine Heldin über die Zeit ihrer Haft in Wien und im KZ Ravensbrück berichtet.
Die Gruppe Curiue mit ungefähr 40 Mitgliedern um den Priester Josef Pojar zählte zum bürgerlich-katholischen Lager. Ziel war die Wiederherstellung eines selbständigen und demokratischen Österreichs. 1944 erhielt Josef Pojar bei den Alliierten eine Ausbildung im Nachrichten- und Fallschirmjägerdienst, danach kehrte er nach Wien zurück. 1944 wurden die Mitglieder der Gruppe verhaftet. Drei Mitglieder erlebten die Befreiung Österreichs nicht mehr. Josef Pojar starb 1992 in Wien. Er wurde am Friedhof Wien-Dornbach bestattet.
Bei der Widerstandsgruppe Libuše handelte es sich um einen spiritistischen Zirkel aus zumeist Handwerker- und Arbeiterfrauen. Obwohl bei den Treffen mehr politisiert als konkrete Aktionen geplant wurden, wurden die 13 Hauptverantwortlichen von der Gestapo verhaftet. Das Strafmaß im darauf folgenden Prozess im Jahr 1941 lag zwischen Freisprüchen und Haftstrafen bis zu fünf Jahren.
Eine Gedenktafel an der ehemaligen Komensky-Schule in der Quellenstraße 72 (Front Leibnizgasse) erinnert seit dem 7. Mai 1955 (Neueinweihung am 8. April 1994) an eine große Zahl tschechischer und slowakischer Widerstandskämpfer, die während der NS-Zeit hingerichtet wurden oder während der Haft verstarben.
Der Kriegsverlauf hinderte die nationalsozialistischen Machthaber daran, im Anschluss an die Deportation der Wiener Juden auch die Tschechen und Slowaken aus Wien zu vertreiben. Ein Schreiben von Martin Bormann an den Reichsleiter Baldur von Schirach nennt dies als die geeignetere Maßnahme zur Schaffung von Wohnraum als die Errichtung neuer Wohnviertel.

### Zweite Republik
In der Zweiten Republik traten Tschechen und Slowaken als wahlwerbende Partei nicht mehr in Erscheinung. Bei den Maiaufmärschen der Sozialdemokraten in Wien waren sie in der Nachkriegszeit allerdings in ihren Nationaltrachten ebenfalls vertreten.
Durch die Öffnung der bisher geheimen Archive des KP-Regimes am 1. Februar 2007 in Prag wurde bekannt, dass der tschechoslowakische Geheimdienst mit Billigung der Regierung in Wien lebende Tschechoslowaken in die Tschechoslowakei entführte, um sie verhören zu können.

## Wirtschaft

### Monarchie
Der größte Teil der Tschechen Wiens war in Industrie und Gewerbe tätig (85 Prozent). Der heute noch legendäre Ausdruck „Ziegelböhm“ weist auf den hohen Anteil von tschechischen Arbeitern in der am Wienerberg angesiedelten Ziegelindustrie (siehe Wienerberger) hin. Die katastrophalen Lebensumstände der dort beschäftigten Männer, Frauen und Kinder machte erst Victor Adler öffentlich bekannt. Aber auch unter den Wiener Bauunternehmern gab es bedeutende Tschechen wie Josef Hlávka, der František Šebek nachfolgte. Einen weiteren hohen Anteil an Tschechen wies das Bekleidungsgewerbe mit Schneidern und Schustern auf. So war auch von den tschechischen Gewerkschaftsorganisationen jene der Schneider („Odborové sdružení československých krejčí (Gewerkschaftliche Vereinigung tschechoslowakischer Schneider)“, gegründet 1901) die zahlenmäßig größte. Bei den Tschechen Wiens gab es mehr Männer als Frauen. Und diese Frauen waren vor allem in gehobenen Haushalten als Dienstmädchen oder Köchinnen – wo auch sie der Wiener Küche ihren Stempel aufdrückten – beschäftigt.
Lange Zeit waren eine Filiale der Prager Živnostenská banka in der Herrengasse 12 sowie einigen Filialen – in Österreich seit 1898 aktiv – und die Versicherungsbank „Slavia“ die einzigen tschechischen Banken in Wien. Zwischen 1900 und 1913 gründeten verschiedene Geldinstitute weitere acht Filialen. Am aktivsten war die Živnostenská banka, bis 1914 errichtete sie in 14 Wiener Bezirken Filialen. Für Gewerbetreibende und Besitzer von Handwerksbetrieben von Bedeutung waren die so genannten Vorschusskassen, die ab den sechziger Jahren des 19. Jahrhunderts entstanden. 1867 wurde die „Česká záložna (Tschechische Vorschußkasse)“ gegründet. Bis 1914 folgten weitere 20 solcher Kassen, von denen vor allem die „Vídeňská záložna (Wiener Vorschußkassa)“ Dank der um 1910 erfolgten Fusion mit zwei weiteren Kassen zusätzliche Bedeutung zukam. Für die Arbeiter waren diese Kassen allerdings von geringer Bedeutung.
Den Akten der Finanz-Landesdirektion zufolge führte die „Ústředni banka českých spořitlen (Zentralbank der böhmischen Sparkassen)“ ihre Bücher in tschechischer Sprache. Der Magistrat der Stadt Wien wiederum verlangte, dass die deutschsprachige Geschäftstafel durch eine tschechischsprachige zu ersetzen sei, um den deutschen Einwohnern nicht den Eindruck zu vermitteln, ihre Bankgeschäfte mit einem tschechischen Geldinstitut abzuwickeln. Allerdings entschied die Statthalterei von Niederösterreich, dass der Magistrat seine Befugnisse überschritten habe und erlaubte den Verbleib des Firmenschilds. Zeitgenössischen Gerüchten zufolge soll der tschechenfeindlich eingestellte Bürgermeister Karl Lueger sein Geld allerdings bei tschechischen Banken angelegt haben.

### Erste Republik
Wichtig für die Gewerbetreibenden waren die Genossenschaften, von denen 1920 noch etwa 30 existierten. Ihre Zahl sank bis 1935 allerdings sukzessive. Am langlebigsten waren das „Výrobní krejčovské družstvo (Erzeugungsgenossenschaft der Schneider)“ und „Internacional (International)“, die wichtigste Vereinigung der Schuster und die gleichnamige Genossenschaft der Tischler. 1935 bestanden in Wien noch tschechische Genossenschaften der Schuster (7), der Schneider (5) und zwei der Tischler. Für die Tschechen als Konsumenten war der Konsumverein „Ustřední české potravinářské a spořitelní družstvo ve Vídni (Zentrale tschechische Lebensmittel- und Spargenossenschaft in Wien)“ mit einem Lokal am Margaretenplatz und vier weiteren Filialen. Um 1920 besaß diese Genossenschaft an die 10.000 Mitglieder.

### NS-Zeit
Unmittelbar nach dem Anschluss Österreichs an das Deutsche Reich geriet die Živnostenská banka, akciová společnost, Praha (Gewerbebank, Aktiengesellschaft, Prag) mit Sitz in der Herrengasse 12 (vermutlich gehörte ihr dieses Gebäude, aber in keiner Quelle wird dies ausdrücklich bestätigt) und Filialen in der Praterstraße 24, in der Mariahilfer Straße 84 und der Favoritenstraße 95 ins Blickfeld der neuen Machthaber. Nach der Liquidation der Živnostenská banka wurden deren Kunden von der Mercurbank übernommen, die ihrerseits bald Bestandteil der neu gegründeten Länderbank Wien A.G. wurde. Abgeschlossen wurde diese Übernahme durch eine Vereinbarung, die von der Dresdner Bank, der Mercurbank und der Živnostenská banka am 14. Juni 1938 in Basel unterzeichnet wurde.
Vier weitere, aber wesentlich kleinere tschechische Geldinstitute wurden von den Nationalsozialisten ebenfalls „germanisiert“.
- Vídeňská záložna, zaregistrované družstvo s ručením omezeným (Wiener Vorschußkassa, registrierte Genossenschaft mit beschränkter Haftung): Die Wiener Vorschußkassa hatte ihren Hauptsitz in der Adlergasse 12 in der Inneren Stadt und Filialen in der Alserbachstraße 28, Mariahilfer Straße 150 und in der Ottakringer Straße 25.

Josef Špitálský, der erste Direktor der Živnostenská banka in Wien, initiierte 1903 die Gründung der „Vorschusskassa Fünfhaus“ mit Sitz im 1. Tschechischen Haus in der Turnergasse 9 in Rudolfsheim-Fünfhaus. 1905 zog die Vídeňská záložna als erste tschechische Vorschusskassa aus dem Gasthaus aus und eröffnete ein ganztägig geöffnetes Büro mit bezahlten Angestellten. 1908 wurde der Name auf „Wiener Vorschusskassa“ geändert. In den nächsten Jahren erfolgte die Fusion mit der Volksvorschusskassa im 7. Bezirk (Lidová záložna) und der „Tschechischen Vorschusskassa“ im 1. Bezirk. 1911 folgte die österreichische Bankgesellschaft Hermes. Die Vídeňská záložna half unter anderem dem Komensky-Verein bei der Finanzierung der Schulbauten.
1938 wurde Franz Rollinger als kommissarischer Verwalter bei der Živnostenská banka eingesetzt. 1941 wurde der Firmenwortlaut auf „Wiener Genossenschaftskasse, eingetragene Genossenschaft mit beschränkter Haftung“ geändert und die tschechischen Repräsentanten schieden aus dem Vorstand aus. Nach einer weiteren Verschmelzung mit drei Genossenschaften deutscher Volkszugehörigkeit wurde im Dezember 1944 der Name auf „Wiener Genossenschafts-Bank, eingetragene Genossenschaft mit beschränkter Haftungspflicht“ umbenannt. Unter diesem Namen bestand das Unternehmen bis 1948.
- Záložna v Simmeringu, zaregistrované družstvo s ručením omezeným, Vorschußkassa in Simmering, registrierte Genossenschaft mit beschränkter Haftung: Handwerker und Geschäftsleute aus Simmering gründeten 1912 die Záložna v Simmeringu mit Sitz in der Sedlitzkygasse 18. 1939 wurde der Firmenwortlaut auf „Volksbank Simmering“ geändert. 1943 wurde die Volksbank Simmering mit der Gartenbau-Kreditgenossenschaft aus Floridsdorf fusioniert. Diese Firmenkonstruktion bestand bis 1956.[23]

- Obchodní a živnostenská záložna, zaregistrované družstvo s ručením omezeným, Arbeiter- und Gewerbe-Vorschusskassa, registrierte Genossenschaft mit beschränkter Haftung: Die Gründung erfolgte 1910 in Wien-Mariahilf, der Firmensitz befand sich in der Kurzgasse 3. Ab 1923 kam zum Spar- und Kreditgeschäft mit ungefähr 100 bis 200 Mitgliedern auch der An- und Verkauf von Devisen und Valuten. Gleichzeitig erfolgte eine Änderung des Firmenwortlauts auf Obchodní a živnostenská záložna G.m.b.H (Arbeiter- und Gewerbesparkasse G.m.b.H.). Im Rahmen der 28. ordentlichen Generalversammlung am 24. April 1939 erfolgte die Selbstauflösung.[24]

- Česká řemeslnicko-živnostenská záložna ve III. vídeňském okresu, zaregistrované družstvo s ručením omezeným, Böhmische Vorschußkassa der Gewerbe- und Geschäftstreibenden im III. Bezirke Wiens, registrierte Genossenschaft mit beschränkter Haftung: Die Böhmische Vorschußkassa mit Sitz in der Rasumofskygasse 30 wurde 1895 gegründet. Nach dem Anschluss Österreichs an das Dritte Reich wurde der Name auf „Volksbank Wien-Landstraße, registrierte Genossenschaft mit beschränkter Haftung“ geändert. Bis 1954 bestand das Geldinstitut in dieser Form.[25]

### Zweite Republik
Der Eiserne Vorhang mit Visumpflicht und Zwangsumtausch sowie die politischen Ideologieunterschiede waren hinderlich bei wirtschaftlichen und persönlichen Kontakten zwischen Österreich und der CSSR. Erst die Samtene Revolution und die darauffolgende Grenzöffnung und Demokratisierung der Tschechischen Republik ermöglichte wieder die Aufnahme von Kontakten aller Art. Eine weitere Erleichterung brachte die EU-Erweiterung 2004. Am 6. Februar 2007 gab in der Wiener Rathauskorrespondenz die Finanz- und Wirtschaftsstadträtin Vizebürgermeisterin Renate Brauner die Ansiedlung von 74 internationalen Unternehmen während des Jahres 2006 in Wien bekannt. Sechs dieser Firmen kamen aus der Tschechischen Republik und waren damit nach Firmen aus Deutschland (24) die zweitstärkste Gruppe der von ABA und WWFF betreuten Firmenansiedlungen.

## Presse und andere Medien

### Monarchie
Tschechischsprachige Zeitungen erschienen vor allem in den Anfangszeiten nur kurzfristig und oft gab es längere Perioden ohne solcher Druckwerke. Der im Jahre 1761 erschienenen ersten tschechischsprachigen Zeitung in Wien „C.k. privilegované české vídeňské poštovní noviny (k.k. privilegierte Wiener tschechische Postzeitung)“ war kein langes Leben beschieden. Die nächste tschechischsprachige Zeitung kam zwischen 1813 und 1817 auf den Markt: „C.k. vídeňské novíny (k.k. Wiener Zeitung)“. Herausgeber war Johann Nepomuk Hromátko.
„Vídeňský posel (Wiener Bote)“, das Organ des böhmisch-mährisch-schlesischen Vereins erschien im Jahr 1848. Sie wird als Zeitung von hohem Niveau und fortschrittlichem Geist beschrieben. Nach ihrer Einstellung erschien zwei Jahre lang keine tschechische Zeitung in Wien. Wann Havlíčeks „Slovan (Der Slawe)“ erstmals herausgegeben wurde, ist nicht bekannt. Ab Juli 1850 wurde das von der Regierung kontrollierte und antipanslawische „Vídeňský deník (Wiener Tagblatt)“ als Konkurrenz zum Slovan herausgegeben und nach dessen Einstellung 1861 ebenfalls eingestellt. Während der gesamten Dauer des Ersten Weltkriegs bestanden in Wien zwei tschechische Tageszeitungen: „Vídeňský deník (Wiener Tagblatt)“ und „Dělnické listy (Arbeiterblätter)“.
Dass in Wien hergestellte tschechische Zeitungen konfisziert wurden, war keine Seltenheit. Es kam sogar vor, dass deren Leser in Kaffeehäusern verhaftet wurden.

### Erste Republik
1926 wurden die „Dělnické listy (Arbeiterblätter)“ in „Vídeňské dělnické listy (Wiener Arbeiterblätter)“ umbenannt. Die Zeitung wurde in der Druckerei von Antonín Machát herausgegeben und erschien am 12. Februar 1934 das letzte Mal, da sie wie alle sozialdemokratischen Zeitungen infolge der Februarkämpfe eingestellt werden musste. An ihre Stelle traten die „Vídeňské noviny (Wiener Zeitung)“, die dreimal pro Woche erschienen – sonntags unter dem Namen „Vídeňské nedělní noviny (Wiener Sonntagszeitung)“. 1942 wurde diese Zeitung durch die Nationalsozialisten eingestellt. Neben anderen politischen Gruppierungen – etwa der Wiener tschechischen Bürgerlichen oder der Kommunisten – waren es vor allem die verschiedenen Vereine, die periodisch erscheinende Zeitschriften veröffentlichten. Der „Rakouský obzor (Österreichische Rundschau)“ des Komenský-Vereins erschien bis 1922 als eigene Zeitschrift und wurde später als Beilage der „Dunaj (Donau)“ weitergeführt. „České srdce (Tschechisches Herz)“, das Organ der gleichnamigen tschechoslowakischen Sozialfürsorge wurde ebenfalls als Beilage verbreitet. Beide Zeitschriften wurden 1928 eingestellt.
Ab 1922 gab es für die schulpflichtigen Kinder „Útěcha (Trost)“, die zunächst monatlich erschien, ab 1927 aber nur noch zehnmal jährlich. Eingestellt wurde diese Kinderzeitschrift mit der Auflösung des Komensky-Vereins im Jahr 1941. Der österreichische Bürgerkrieg 1934 wirkte sich vor allem auf Publikationen aus, die den Sozialdemokraten nahestanden, während der Anschluss Österreichs an das Dritte Reich auf alle tschechischen und slowakischen Veröffentlichungen Folgen hatte.
Während der Ersten Republik hatten die Wiener Tschechen ein einziges Mal Sendezeit im damaligen Österreichischen Rundfunk (Radio Verkehrs AG oder RAVAG). Am 9. August 1933 konnte František Melichar zu seinen Landsleuten im Rahmen der „Fremdenpropaganda“ sprechen. Weitere Bitten um Sendezeit wurden nicht erfüllt.

### NS-Zeit
1941 wurde dem Betrieb von Antonín Machát verboten, die Vídeňské noviny (Wiener Zeitung) und Vídeňské nedèlní noviny (Wiener Sonntagszeitung) weiter herauszugeben. Die Druckerei selbst durfte allerdings weiter arbeiten. Aus dem Handelsregister gelöscht wurde sie 1972.

### Zweite Republik
Nach dem Verbot sämtlicher tschechischsprachiger Zeitungen und Zeitschriften durch die nationalsozialistischen Machthaber im Jahr 1942 wurde 1946 von den tschechischen Organisationen in Wien die Zeitung Vídeňské svobodné listy (Wiener Freie Blätter) gegründet. Als Folge der Machtübernahme der Kommunisten in der Tschechoslowakei 1948 wurde in Österreich die Zeitung Menšinové listy (Minderheitenblätter) publiziert, die später unter dem Titel Krajanské noviny (Zeitung der Landsleute) veröffentlicht und von der ehemaligen Tschechoslowakei unterstützt wurde. Zehn Jahre nach der Samtenen Revolution wurde diese Zeitung eingestellt.:27
- Vídeňské svobodné listy (Wiener Freie Blätter): Die etwa 12 Seiten starke Vídeňské svobodné listy erscheint seit 1985 nur noch vierzehntäglich. Inhaltlich bietet sie Vereinsneuigkeiten, Veranstaltungskalender sowie Nachrichten und Neuigkeiten über Tschechien und die Slowakei[29]:28

- KLUB. Kulturní měsíčník Čechů a Slovaků v Rakousku – Klub. Monatszeitschrift für Kultur der Tschechen und Slowaken in Österreich: Das monatliche Kulturmagazin KLUB besteht seit 1981 und wird vom Kulturní klub Čechů a Slovaků v Rakousku (Kulturklub der Tschechen und Slowaken in Österreich) herausgegeben und erscheint 11 Mal jährlich.[29]

- Der Schulverein Komensky gibt sowohl die Zeitschrift Česká & slovenská Vídeň dnes (Tschechisches und slowakisches Wien heute) mit Informationen über die tschechische Schule als auch einen Kalender heraus.[29]:29

Verbesserte Verkehrsverbindungen und ungehinderter Grenzverkehr ermöglichen seit der Samtenen Revolution 1989 und besonders seit dem EU-Beitritt Tschechiens am 1. Mai 2004 auch den Kauf tschechischer Zeitungen in Wien. So ist (war) die „Prager Zeitung“ an 32 Verkaufsstellen erhältlich (Stand 17. Februar 2003).
Der Sender Rot-Weiß-Rot hatte in den Jahren 1948 und 1949 einmal täglich eine Nachrichtensendung in tschechischer Sprache auf dem Programm. 1968 sendete der ORF Nachrichten in tschechischer Sprache auf dem Sender Österreich 1 (Ö1).:36
Durch eine Entscheidung des Stiftungsrats des Österreichischen Rundfunks (ORF) am 10. Dezember 2003 wurde das Angebot an Sendungen in Sprachen der autochthonen Volksgruppen in Österreich um drei Stunden ausgeweitet, womit der ORF auch den Verpflichtungen des Paragraphen 5.1. des ORF-Gesetzes nachkommt.
Den in Wien lebenden Tschechen und Slowaken gab diese Entscheidung, auf Radio 1476 (Sender Bisamberg, 1476 Kilohertz) ihre Anliegen auf einem weitreichenden Medium zu vertreten (Montag bis Freitag 19 Uhr 05 Minuten bis 19 Uhr 30 Minuten).
- Tschechisches Programm:

Rádio Draťák sendet montags und mittwochs auf Tschechisch. Hauptthemen sind die Ereignisse innerhalb der tschechischen Gemeinde in Wien, Politik, Kultur und Sport. Der Name „Rádio Draťák“ leitet sich von einem frühen tschechischen Radiogerät ab, welches nur einen einzigen Sender empfangen konnte (Einsenderempfangsgerät).
Bei Zvídavý mikrofon handelt es sich um eine tschechische Jugendsendung, die an Freitagen ausgestrahlt wird. An der Gestaltung der Sendungen arbeiten Schüler und Schülerinnen des Komensky-Gymnasiums in der Schützengasse sowie der American International School in Vienna mit.
- Slowakisches Programm:

Radio Dia:Tón ist eine Jugendsendung in slowakischer Sprache, die in einem Abstand von 14 Tagen an Donnerstagen gesendet wird. Eine Wiederholung erfolgt am darauffolgenden Dienstag.
Auf dem ORF-Radiosender Radio Wien wird jeden Sonntag zwischen 19 Uhr 30 Minuten und 20 Uhr die Sendung „Heimat, fremde Heimat“ von Lakis Iordanopoulos moderiert. Die Sendung befasst sich mit Themen, die Volksgruppen in Wien und Zuwanderer aus dem Ausland betreffen.
Ebenfalls „Heimat, fremde Heimat“ heißt die von Silvana Meixner und Lakis Iordanopoulos an Sonntagen um 13 Uhr 30 präsentierte Fernsehsendung. Sie bietet Informationen über die österreichischen Volksgruppen und Zuwanderer. Ursprünglich dauerte diese Sendung 20 Minuten (1989), wurde 1990 aber auf 30 Minuten verlängert. Sie wird auch über 3sat ausgestrahlt.:34
Themen, welche die tschechische Minderheit in Wien betreffen, werden auch in Radio Orange 94.0 behandelt.:40 Eine weitere Möglichkeit, sich selbst zu präsentieren, ist das Internet und dieses Medium wird auch von zahlreichen Vereinen genutzt (Links finden sich unter Weblinks).

### Verlage und Druckereien
1897 wurde in der Pramergasse 6 die Druckerei Melantrich gegründet und 1922 in eine Aktiengesellschaft umgewandelt. Etwa zeitgleich wurde eine verlagseigene Buchhandlung eröffnet, während der Verlag in der Zwischenkriegszeit vor allem Fachbücher und Belletristik herausgab. In der Druckerei wurden aber auch die Zeitschriften und Publikationen des tschechischen bürgerlichen Lagers gedruckt. Im Oktober 1939 wurde der Name in „Hermes“, Druck- und Verlagsanstalt Aktiengesellschaft geändert. Das Geschäftsfeld wurde um den Druck von Landkarten, musikalischer Aufnahmen und Anzeigetätigkeiten erweitert. Die Löschung aus dem Handelsregister erfolgte 1989.
Am Margaretenplatz 7 war auch die 1908 gegründete Druckerei des Gemeinderatsabgeordneten und Schriftstellers Antonín Machát daheim („Lidová knihtiskárna (Volks-Buchdruckerei)“). Der ihr angeschlossene Verlag „Videňská knihovna“ wurde im gleichen Jahr gegründet und verlegte vor allem die Druckwerke der Sozialdemokraten. 1925 wurden hier 16 verschiedene Zeitungen und Zeitschriften gedruckt. Ebenfalls von den Sozialisten kontrolliert wurde die Druck- und Verlagsgenossenschaft „Danubius“. Daneben gab es aber auch noch weitere kleinere Druckereien, die Zeitungen druckten. In Wien gedruckte Bücher kamen auch in der Tschechoslowakischen Republik auf den Markt.

### Bibliotheken
In Wien bestanden folgende tschechischen Vereinsbibliotheken:
- Der Schulverein Komensky besaß eine Bibliothek im 10. Wiener Gemeindebezirk
- Komensky und Sokol (Falke) besaßen gemeinsam eine Bibliothek im 3. Wiener Gemeindebezirk
- Sokol und Akademický spolek (Akademikerverein) betrieben im 1. Wiener Gemeindebezirk eine Bibliothek
- Die tschechischen Sozialisten verfügten über eine Bibliothek im 15. Wiener Gemeindebezirk
- Die Vereine Svatopluk Čech und Nová doba betrieben im 20. Wiener Gemeindebezirk Bibliotheken.
- Ebenfalls der Öffentlichkeit zugänglich gemacht waren die Bestände der Bezirksorganisationen der Vereine Máj, Barák und Komenský.
- Zusätzlich zu diesem Angebot verfügten die Turn- und Sportvereine sowie die Touristenvereine über Fachliteratur und auch Landkarten.

Um die Bestände aufzustocken und aktuell zu halten, kauften die Vereine in der Tschechoslowakischen Republik große Mengen an Büchern, in der Saison 1930/1931 etwa um über 300.000 Kronen. Nach der Auflösung des Schulvereins Komensky wurde am 16. Mai 1942 die Bibliothek von Vertretern der Österreichischen Nationalbibliothek formell übernommen. Die ungefähr 70.000 Bände überdauerten die Kriegsjahre im Magazin der Nationalbibliothek und wurden – nach einem Antrag aus dem Jahr 1948 – 1950 rückerstattet. Die Wiener Rathauskorrespondenz vermeldete am 3. April 1951, dass der zweiten Zentrallehrlingsbibliothek der Wiener Berufsschulen in Zusammenarbeit mit der Österreichisch-Tschechoslowakischen Gesellschaft eine tschechische Bibliothek mit 267 Bänden zur unentgeltlichen Entlehnung angegliedert wurde.

## Schulen

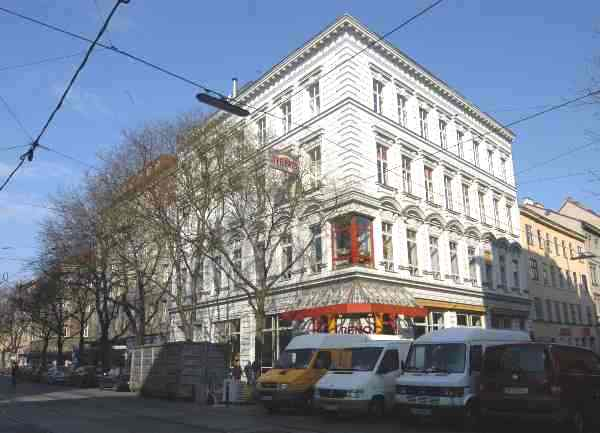
Ehemalige Komensky-Schule Quellenstraße 72
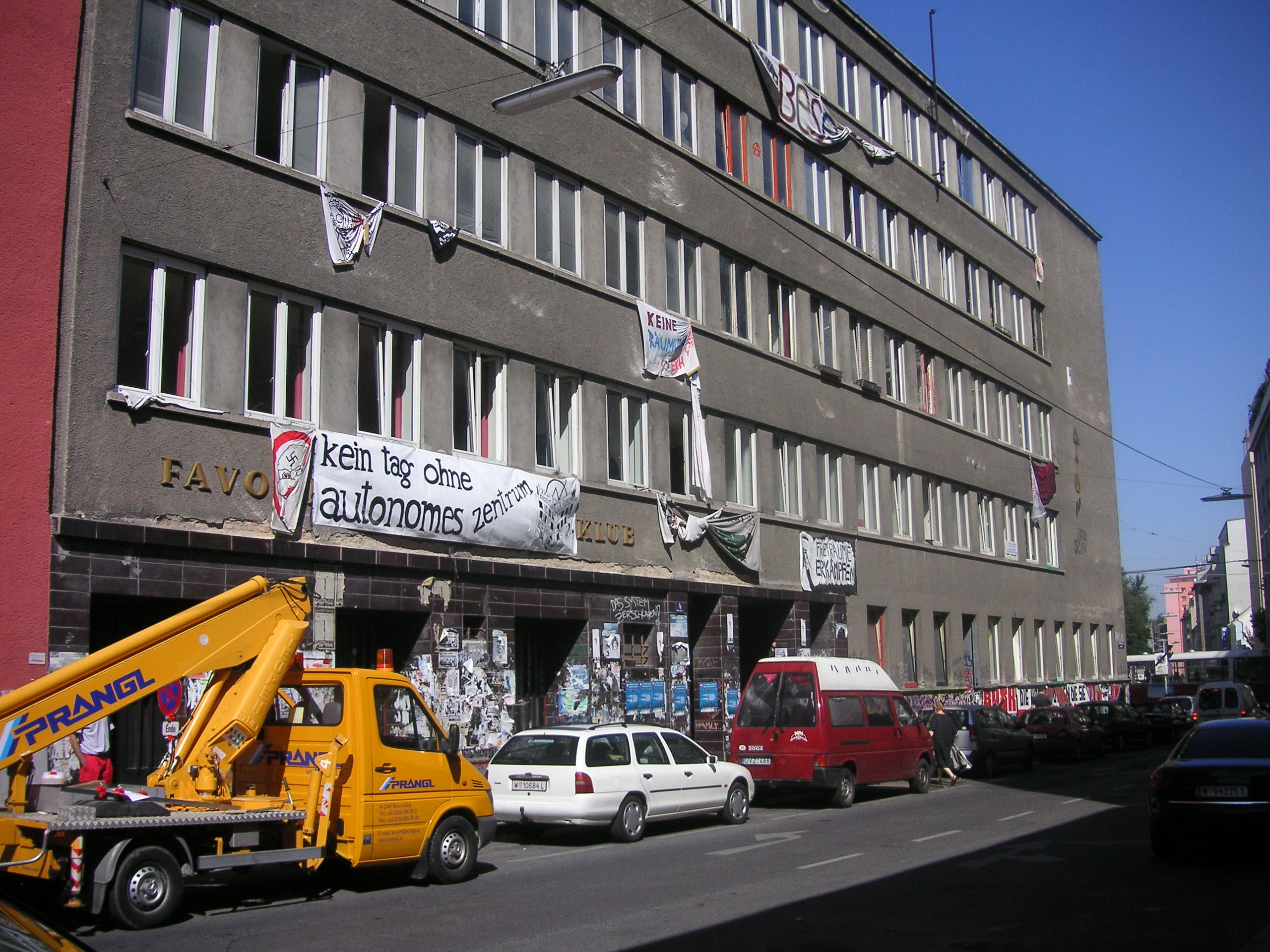
Ehemalige Komensky-Schule Wielandgasse, heute bekannt als Ernst-Kirchweger-Haus
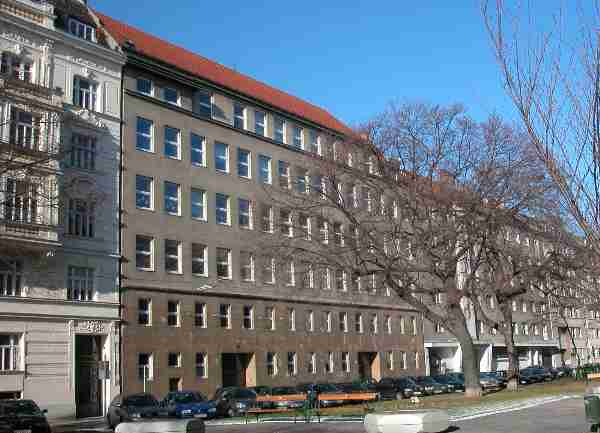
Komensky-Schule am Sebastianplatz 3
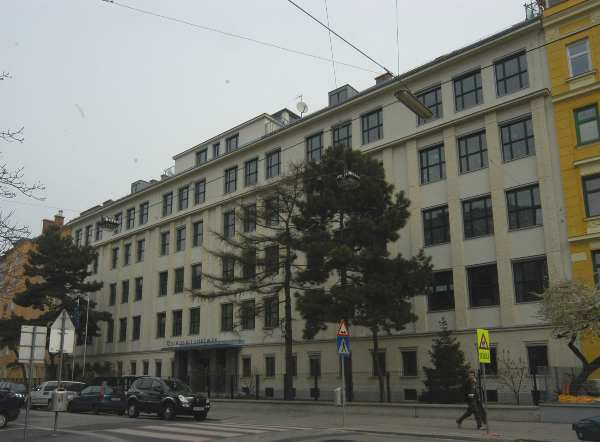
Ehemalige Komensky-Schule Vorgartenstraße 95–97
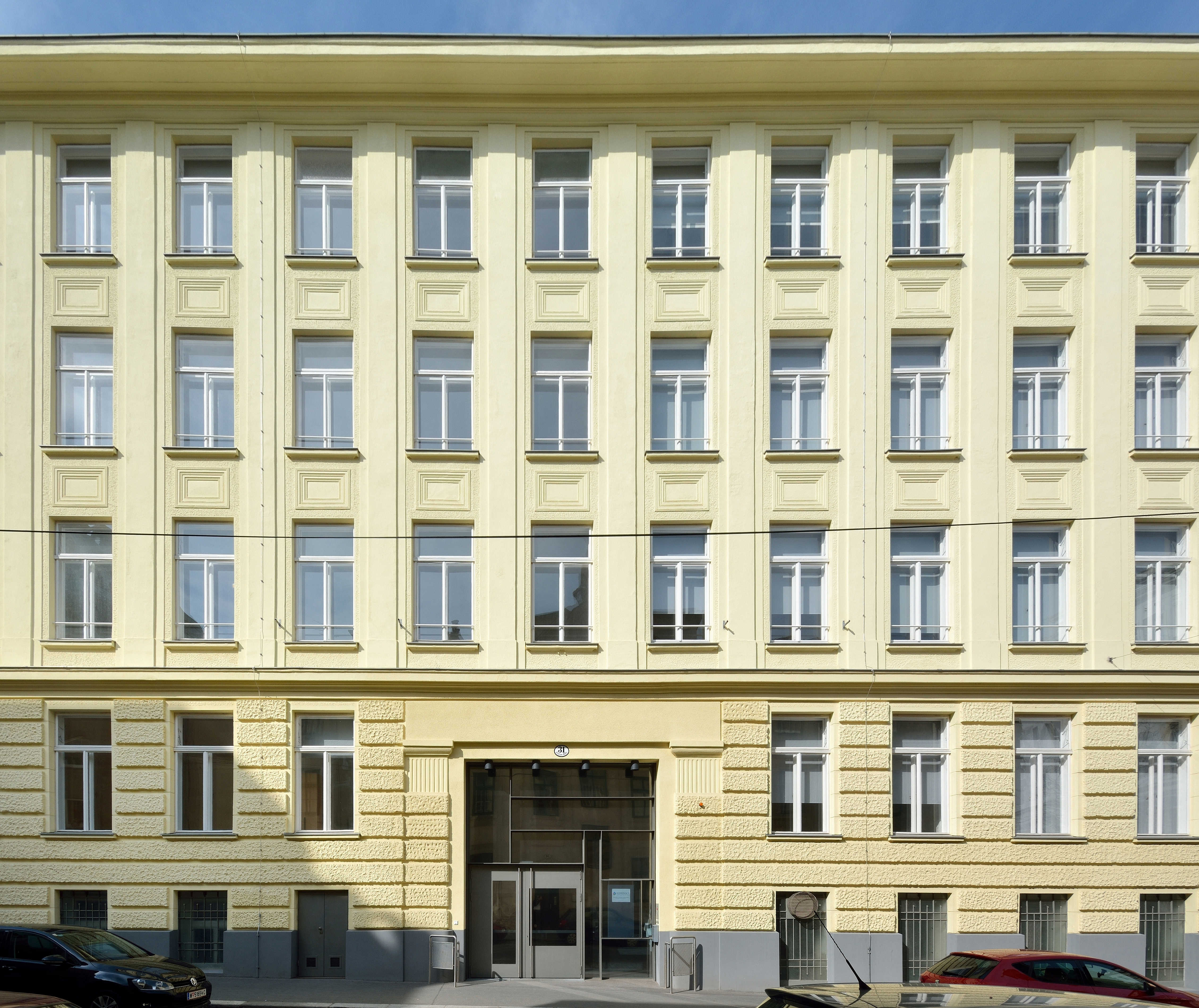
Komensky-Oberstufenrealgymnasium in der Schützengasse 31

### Monarchie
Die Gründung des „Českoslovanský dělnický spolek (Tschechischer Arbeiterverein)“ löste den Impuls aus, den Schulverein „Komenský“ zu gründen. Dieser wurde für die Tschechen in Wien der wichtigste Verein. Nachdem tschechische Lehrer lange Zeit in ungeeigneten Vereinslokalen unterrichtet hatten, wurde 1883 in der Quellenstraße 72 in Favoriten die erste tschechische Volksschule eröffnet. Ihr war ein Kindergarten angeschlossen. 1908 wurde eine private gewerbliche Fortbildungsschule gegründet, sie war den Verantwortlichen wichtiger als ein Gymnasium.
Größtes Problem für den Komensky-Verein war der Umstand, dass die von ihm betriebenen Schulen kein Öffentlichkeitsrecht erhielten. Bürgermeister Lueger, der die Bedeutung Wiens durch eine zunehmende Slawisierung Wiens (in der ungefähr 1,6 Millionen Einwohner zählenden Stadt Wien lebten schätzungsweise bis zu 500.000 Tschechen) bedroht sah, wehrte sich gegen die Ansprüche der stärksten Minderheit der Stadt. Der Niederösterreichische Landtag, der damals auch für Wien zuständig war, beschloss ab 1896 jährlich, dass in den landeseigenen öffentlichen Volks- und Bürgerschulen Deutsch als einzige Unterrichtssprache gelten sollte. Dies bereitete dem tschechischen privaten Schulwesen große Probleme, da dessen Schulen kein Öffentlichkeitsrecht erhielten. Damit die Schüler des Komenský-Vereins ihre Abschlussprüfung ablegen konnten, mussten sie zunächst nach Lundenburg fahren. Erst 1908 bewilligte der Unterrichtsminister Gustav Marchet, dass tschechische Lehrer in Wien diese Prüfungen durchführten, was der christlichsoziale Gemeinderat als schweren Angriff auf das deutsche Schulwesen und den deutschen Charakter der Stadt kritisierte.
Am 23. September 1911 ließ der christlichsoziale Bürgermeister Neumayer die neu errichtete Komensky-Schule in der Schützengasse 31 sperren. Dieser Akt löste nicht nur einen Rechtsstreit aus, sondern auch antitschechische Proteste deutschnationaler und christlichsozialer Politiker. Höhepunkt war eine von rund 5.000 Personen besuchte Demonstration gegen die Wiener Tschechen. Während des Ersten Weltkriegs stellte der Komensky-Verein die wegen angeblich schlechter Bausubstanz immer noch gesperrte und für seine Zwecke daher nutzlose Schule der Stadt Wien als Lazarett zur Verfügung, was diese annahm.

### Erste Republik

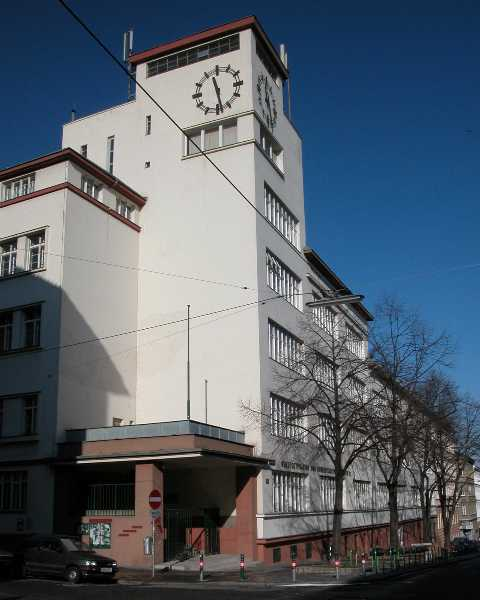
Ehemalige Komensky-Schule in der Erlgasse (Wien-Meidling)

Im Friedensvertrag von Saint Germain wurde auch der das Schulwesen betreffende Minderheitenschutz geregelt. Zusätzlich wurde am 7. Juni 1920 auch noch zwischen Österreich und der Tschechoslowakischen Republik der Brünner Vertrag geschlossen, der sich mit dem Schulwesen befasste. Allerdings waren die Tschechen in Österreich mit diesem Abkommen nicht zufrieden. Der Friedensvertrag von Saint Germain verpflichtete die österreichischen Behörden, in Wien öffentliche Schulen für tschechische Kinder zu errichten. Allerdings warteten die Behörden erst die Ratifizierung des Vertrags ab und erklärten später, nicht über genügend Lehrkräfte zu verfügen.
Tschechischerseits wiederum wurden Klagen laut, dass die Kinder nachmittags in den von der Stadt Wien erhaltenen zweisprachigen Volksschulen unterrichtet würden und doppelt so viele Schüler in den Klassenräumen Platz finden sollten als vormittags deutschsprachige. Da die Regierung an den öffentlichen tschechischen Volksschulen den Deutschunterricht verbot, hatte dies zur Folge, dass die Kinder die Schulen des Komensky-Vereines besuchten. Heftige Diskussionen löste die Lehrbuchaktion des Komenský-Vereins im Jahr 1923 aus: Zumeist österreichische Schulbücher wurden übersetzt und tschechischen Verhältnissen angepasst. Wegen des vielbeklagten Raummangels errichtete der Komensky-Verein in den Jahren 1923/1924 als seinen ersten Schulbau der Zwischenkriegszeit die Krofta-Schule mit Kindergarten, Bürgerschule und Realschule in der Herbststraße in Ottakring. Möglich wurden diese Aktivitäten durch Finanzhilfe des Prager Muttervereins Im Jahr 1933 verfügte der Komensky-Verein über 35 Schulen und Kindergärten in Wien:
- 17 Kindergärten
- 6 Volksschulen
- 6 Hauptschulen
- 1 Realgymnasium
- 1 Realschule
- 1 Handelsschule
- 1 Fachschule für Frauenberufe
- 2 slowakische Sprachschulen

Vom österreichischen Bürgerkrieg waren der Komensky-Verein und seine Bildungsstätten – da nicht sozialdemokratisch – nicht direkt betroffen, allerdings musste das Lehrpersonal der „Vaterländischen Front“ beitreten. 1935 übersiedelte das Realgymnasium von der Schützengasse in den Neubau am Sebastianplatz 3 und in Inzersdorf wurde ein Kindergarten eröffnet, der vor allem den Ziegelarbeitern zugutekam.

### NS-Zeit
Für die Wiener Tschechen war der Komensky-Verein nicht nur einer der wichtigsten Vereine überhaupt, er gehörte auch zu den reichsten. Zu seinem Vermögen gehörten unter anderem neben Barvermögen zahlreiche Schulgebäude und Grundstücke, die größte tschechischsprachige Bibliothek Wiens (70.000–100.000 Bände), zwei Autobusse als Schülerbusse sowie Lehr- und Lernmittel.
- Immobilienbesitz des Vereins in Wien im Jahr 1938:

- 3., Krummgasse 10–12 (unverbaut)
- 3., Schützengasse 31: Volksschule und Hauptschule; heute bilinguales Oberstufenrealgymnasium des Komensky-Vereins
- 3., Sebastianplatz 3: Tschechisches Privat-Realgymnasium mit Öffentlichkeitsrecht. Heute noch aktiv und Sitz von Kindergarten, Volksschule, Hauptschule und verschiedenen Vereinen.
- 9., Glasergasse 8, Volksschule
- 10., Quellenstraße 72: erste tschechische Privatvolksschule und Kindergarten, eröffnet 1883.
- 10., Wielandgasse 2–4: Hauptschule, heute bekannt als Ernst-Kirchweger-Haus
- 12., Ehrenfelsgasse 16 (Hier bestand ab 1919 in einem adaptierten Haus eine private Volksschule des Komensky-Vereins, 1923/1924 erfolgte die Aufteilung in eine Volks- und eine Bürgerschule. Der Unterrichtsbetrieb wurde hier und in der nahe gelegenen Singrienergasse 21 vermutlich mit der Eröffnung des Schulneubaues Erlgasse eingestellt.)
- 12., Erlgasse 32–34: Volksschule und Hauptschule
- 16., Herbststraße 104:  Tschechische Privat-Realschule. Sogenannte „Krofta-Schule“, benannt nach dem tschechoslowakischen Botschafter Kamil Krofta, heute Höhere Lehranstalt für Mode und Bekleidungstechnik sowie künstlerische Gestaltung
- 16., Gablenzgasse (unverbaut)
- 20., Vorgartenstraße 95–97: Volksschule, Hauptschule und kaufmännische Wirtschaftsschule; heute: bilinguale Volksschule der Stadt Wien
- 21., Deublergasse 19: Hauptschule. Der wahrscheinlich bekannteste  Schüler war der spätere Bürgermeister von Wien und Bundespräsident von Österreich, Franz Jonas, nach dem die Schule heute benannt ist.

- Realitäten in der Wiener Umgebung (die Orte wurden 1938 nach Groß-Wien eingemeindet; 1954 verblieben nur Rothneusiedl und Inzersdorf im Wiener Stadtgebiet):

- Rothneusiedl 34 (heute 10. Bezirk)
- Ferdinandsgasse 6, Inzersdorf (heute 23. Bezirk)
- Mirmitzgasse 8, Schwechat
- Leopoldsdorf (unverbautes Grundstück)

- Realitäten in der Tschechoslowakischen Republik:

- Kropáčova ulice 15, Hranice na Moravě
- Oucmanice, Brandýs nad Orlicí

Nach dem "Anschluss" am 13. März erließen die neuen Machthaber die Weisung, alle „nichtarischen“ Angestellten zu entlassen, was auch den Komensky-Verein betraf. Nach dem Abschluss des "Münchner Abkommens" verschärfte sich die Lage weiter, der Schulbetrieb konnte erst Mitte Oktober wieder voll aufgenommen werden. Da kein Vertreter des Komensky-Vereins deutscher Nationalität und Angehöriger der NSDAP war, wurde keiner der Funktionäre von deutscher Seite bestätigt. Um weiter das Öffentlichkeitsrecht zu erhalten, mussten für das Schuljahr 1939/1940 deutsche Direktoren und für den Deutschunterricht deutsche Lehrer akzeptiert werden. Ab Mai 1941 wurden alle Subventionen gestrichen, außerdem war das Schuljahr 1940/1941 das letzte mit Öffentlichkeitsrecht.
Wichtigste Geldquelle für den Komensky-Verein zu dieser Zeit waren die vermieteten Gebäude. Schulämter und Heer zahlten pünktlich, NSDAP-Dienststellen und ihre Nebenorganisationen aber verweigerten die Zahlungen. Am 18. Februar 1942 wurden Vertreter des Komensky-Vereins in die Gestapozentrale am Morzinplatz im 1. Wiener Gemeindebezirk vorgeladen, wo ihnen die Auflösung des Vereins mitgeteilt wurde. Zudem wurden die Gebäude und Grundstücke in Wien und der Umgebung Wiens beschlagnahmt, was auch in den Grundbüchern eingetragen wurde.
Die meisten der genannten Schulgebäude standen im Eigentum des Komensky-Vereins, der zusätzlich noch ungefähr 15 private Kindergärten betrieb.

### Zweite Republik

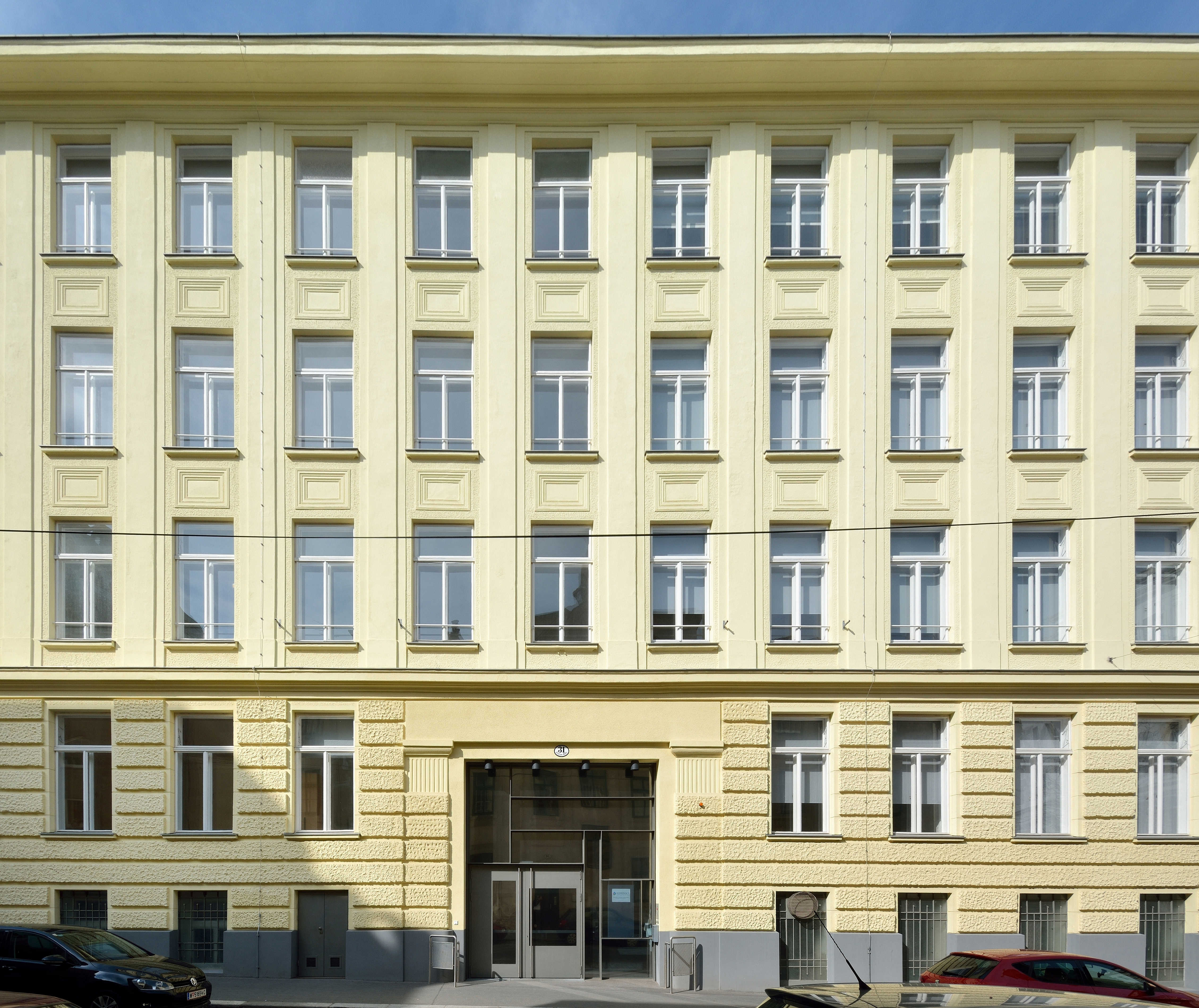
Komensky-Oberstufenrealgymnasium in der Schützengasse 31 (2014)

In den letzten beiden öffentlichen, von der Gemeinde Wien erhaltenen tschechischen Volksschulen, wurde der Unterricht vor Kriegsende 1945 eingestellt und später nicht wieder aufgenommen. Kurz nach Kriegsende maturierten die letzten tschechischen Gymnasiasten in Wien.
Nach dem Zweiten Weltkrieg erhielt der Komensky-Verein den Großteil seines beschlagnahmten Geldes – das von den Nationalsozialisten auf einem Sparbuch deponiert worden war – von der Republik Österreich zurück, ebenso die Immobilien. Die betreffenden Grundbucheintragungen wurden auf Grund eines Bescheides des Bundesministeriums für Inneres 1947 gelöscht.
Die infolge der Remigration einer großen Zahl von Tschechen gesunkene Schülerzahl zog eine Einschränkung der Aktivitäten des Komenskyvereins mit sich. Nur noch in drei Schulen wurde 1949 unterrichtet:
- Privathauptschule Sebastianplatz 3 (früher: Realgymnasium, heute: Kindergarten, bilinguale Volksschule, bilinguale Sekundarschule, Sitz zahlreicher Vereine)
- Privatvolksschule mit Öffentlichkeitsrecht Vorgartenstraße 95–97
- Privatvolksschule Herbststraße 104

Einen Großteil seiner Gebäude verkaufte der Komensky-Verein zwischen 1960 und 1980 an Privatpersonen, Firmen, die Republik Österreich sowie die Stadt Wien und andere öffentliche Organisationen. Lediglich in der Schule am Sebastianplatz wurde der Unterrichtsbetrieb aufrechterhalten. Finanziert wurde diese Schule ursprünglich von der CSSR, seit 1980 finanziert die Republik Österreich den Lehrkörper.
Seit dem 4. September 2006 nutzt der Komensky-Verein das Gebäude Schützengasse 31 wieder zu Unterrichtszwecken, diesmal als bilinguales Oberstufenrealgymnasium. Eröffnet wurde das ORG im Schuljahr 2000/2001 am nahe gelegenen Sebastianplatz. Die 9.–12. Schulstufe wird von ungefähr 80 Schülerinnen und Schülern besucht. Im Jahr 2004 traten erstmals seit 1942 wieder Schüler zur Maturaprüfung an.

## Religionsausübung

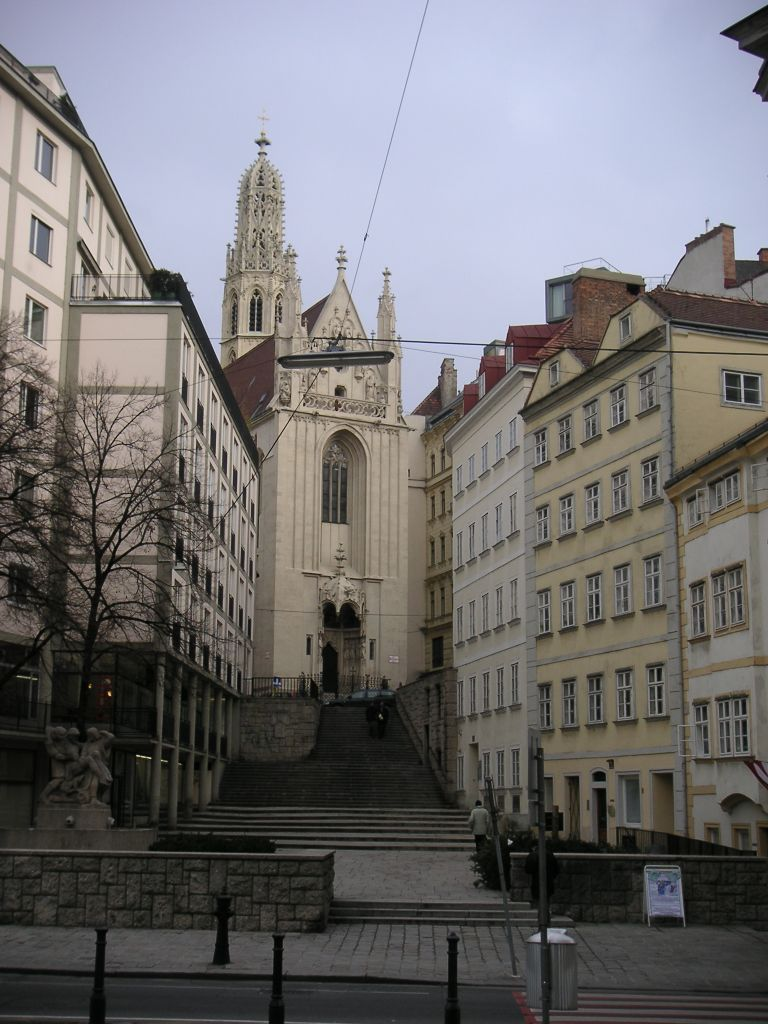
Maria am Gestade, einst tschechische Nationalkirche

Die tschechische Pfarrgemeinde ist die älteste fremdsprachige Glaubensgemeinde in Wien.
Schon zur Zeit von Kaiser Leopold I. wurde von den Tschechen eine dem Heiligen Wenzel von Böhmen gewidmete Feier in der Augustinerkirche abgehalten. Später folgten den sporadischen Heiligenverehrungen regelmäßig in tschechischer Sprache abgehaltene Messen in der Kapelle der Heiligen Wenzel und Nepomuk in der Leopoldstadt, die Graf Czernin von Chudenic 1722 auf eigene Kosten für seine Landsleute hatte errichten lassen. Kaiser Franz I. wies im April 1820 den Tschechen die Kirche Maria am Gestade als Nationalkirche zu, diese wurde daraufhin auch als „Böhmisches Gotteshaus“ bezeichnet.
Bei der Volkszählung im Jahr 1900 bekannten sich von 102.974 Wiener Tschechen 100.424 zum katholischen Glauben. Diese Zahlen machen es verständlich, dass Graf Jan Harrach sich beim päpstlichen Nuntius für eine geordnete tschechischsprachige Seelsorge einsetzte. Zwischen 1875 und 1914 wurden in 15 Kirchen in 11 Gemeindebezirken von Wien Messen in tschechischer Sprache zelebriert.
Ab 1861 berieten auf Initiative von Prälat und Hofpfarrer Doktor Jan Schwetz, Hofrat Anton Ritter von Beck (Hofdirektor des k.k. Oberlandesgerichts), Alois Šembera (Universitätsprofessor), Erzbischof Kardinal Friedrich Johannes Jacob Cölestin von Schwarzenberg aus Prag und Doktor Jan Valerian Jirsik aus Budweis die religiösen Probleme der Tschechen Wiens. Als Ergebnis wurde „Jednota svatého Metoděje (Sankt Method-Verein)“ gegründet, auf dessen Initiative zahlreiche der tschechischsprachigen Messen zurückzuführen.

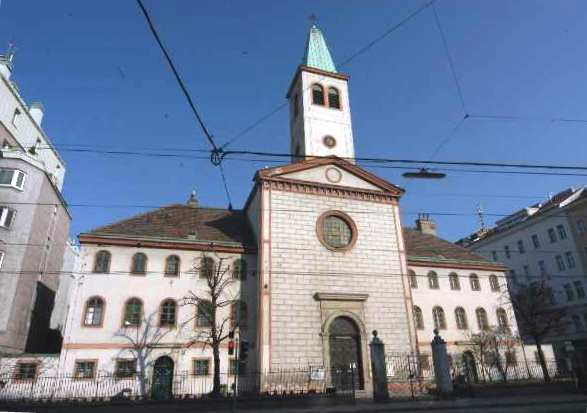
Kirche zum Heiligen Erlöser am Rennweg

Um eine halbe Million Kronen kaufte die Jednota im Juni 1908 am Rennweg 63 im 3. Wiener Gemeindebezirk von den Redemptoristinnen das Kloster und die Kirche, die heute noch das religiöses Zentrum der Tschechen in Wien bildet. Ab etwa 1942 war diese Kirche während des NS-Regimes einer der wenigen öffentlichen Orte in Wien, wo die ungehinderte Nutzung der tschechischen Sprache möglich war. Regelmäßig werden Messen aber auch weiterhin in der Kirche Maria am Gestade, im Salesianum Don Bosco und in der Kapelle Maria Hilf im Don Bosco Haus abgehalten.
Klemens Maria Hofbauer, der den Heiligen Leopold 1914 als Schutzheiliger von Wien zwar formell, aber nicht faktisch ablöste, stammt aus Taßwitz bei Znaim. Den ursprünglichen Namen Dvořák hatte sein Vater eingedeutscht.
In der Zwischenkriegszeit gab es in Wien eine aktive frei-reformierte „Böhmische Gemeinde“. Ihr Gemeindehaus hatte sie in der Landgutgasse (Nr. 39, 10. Bezirk), es wurde nach dem Zweiten Weltkrieg von den Methodisten übernommen.

### Tschechischer Friedhof
Auf dem Wiener Zentralfriedhof verfügen die Tschechen seit dem Jahr 1928 über eine eigene Abteilung (Gruppe 140, Reihe 2–5), die als „Český hřbitov – Tschechischer Friedhof“ bezeichnet wird. Hier befindet sich auch seit 1998 ein Denkmal für Schwester Maria Restituta (Helene Kafka), die während des Zweiten Weltkriegs von den Nationalsozialisten hingerichtet wurde.

## Sport- und Freizeitvereine
Über die Anzahl der in Wien aktiven tschechischen Vereine und Ortsgruppen größerer Organisationen gibt es keine verlässlichen Angaben. Ähnliche Namen, Vereinsauflösungen und Neugründungen bereiten bei der Klärung dieser Frage ebenso Probleme wie der Umstand, dass viele der Klein- und Kleinstvereine keinen eigenen Vereinssitz hatten, sondern sich im Extrazimmer eines Gasthauses trafen.
Geschätzt wird die Zahl der Vereine auf ungefähr 300, zu ungefähr 150 davon wurde Quellenmaterial aus der Zeit des Nationalsozialismus („Stillhaltekommissar“) gefunden.

### Monarchie
Am 2. April 1843 wurde im Palais Harrach aus Anlass des Geburtstags von Graf Jan Harrach Václav Kliment Klicperas Theaterstück „Rohovín čtverrohý (Viereck)“ von Laiendarstellern aus den Reihen des Adels aufgeführt. Im Theater in der Josefstadt wurde am 29. Dezember 1850 das erste tschechischsprachige Theaterstück „Divotvorný klobouk (Der Zauberhut)“ (ebenfalls von Klicpera) öffentlich zugänglich aufgeführt.
Unter der Schirmherrschaft des Grafen Harrach wurde 1863 der erste tschechische Theaterverein „Pokrok“ gegründet. Der Gesangsverein „Lumír“ nahm 1865 seine Tätigkeit auf. Ebenfalls 1865 konstituierte sich „Slovanská beseda“, die sich zum kulturellen Sammelpunkt der Slawen Wiens wurde. Erster Vorsitzender war Graf Eugen Černin, weitere Gründungsmitglieder waren die Grafen Heinrich Clam-Martinic, Otto und Jan Harrach, Zdenko Kolowrat-Krakowsky, Egbert Belcredi, Sigmund Berchthold, die Fürsten Heinrich Lobkowitz, Adolf Schwarzenberg von Krumau sowie weitere Prominente. In Prag wurde 1862 der Sokol-Verein gegründet, 1866 folgte als zweiter ausländischer Zweigverein der „Sokol (Falke)“ in Wien. Diesem Sportverein folgte 1895 der katholische Turnverein „Orel (Adler)“ und 1897 der sozialdemokratische Arbeiterturnverein „Dělnické tělocvičné jednoty D.T.J. (Arbeiterturnverein)“, denen weitere Vereine von geringerer Größe folgten.
Dem durch den verstärkten Zuzug von Tschechen nach Wien reger werdenden Vereinsleben stand die Bezirkshauptmannschaft gegenüber, welche die Vereinsgründungen einschränkte. Grund dafür war der Mangel an tschechischsprachigen Beamten, um das Vereinsleben kontrollieren zu können. Eine erfolgreiche Vereinsgründung gelang den Wiener tschechischen Christlich-Sozialen mit der „Katolická politická jednota (Katholische politische Vereinigung)“. Dieser Organisation waren der Turnverein Orel, zahlreiche Geselligkeitsvereine und eine Gewerkschaftsorganisation angeschlossen.

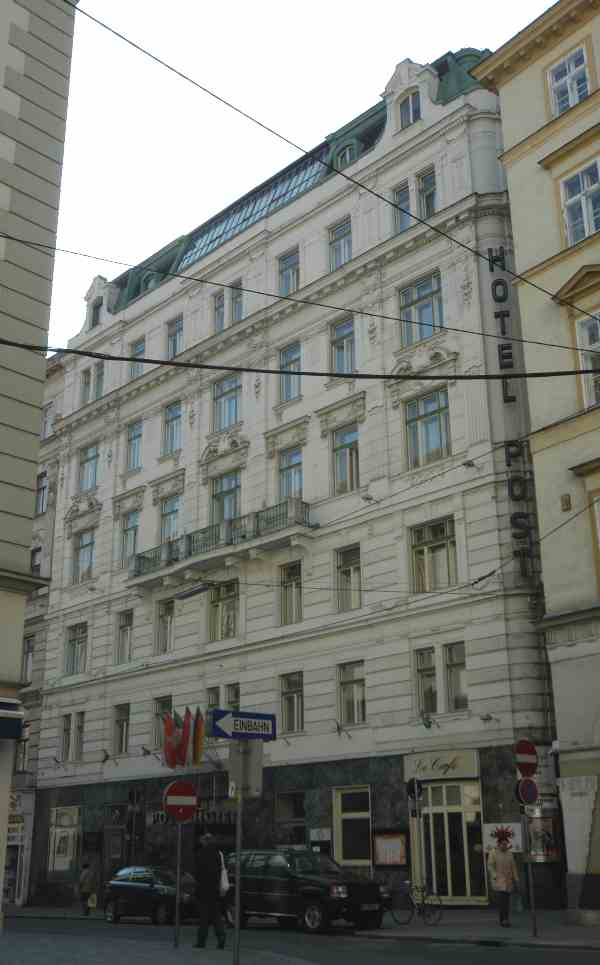
Hotel Post am Fleischmarkt – ehemaliges Tschechisches Haus

1910 wurde am Fleischmarkt im 1. Bezirk das Hotel Rabl von der 1897 gegründeten tschechischen Genossenschaft Český dům ve Vídni, registrierte Genossenschaft mit beschränkter Haftung (Das tschechische Haus in Wien) als exklusives tschechisches Repräsentationshaus („Český dům, Tschechisches Haus“) erworben, in das unter anderem folgende Vereine und Organisationen einzogen:
- Národní rada česká – Tschechischer Nationalrat
- Slovanská beseda – Das Slawische Gespräch
- Pokrok – Fortschritt (ein Theaterverein)
- Lumír (ein Gesangsverein)
- Sokolská župa dolnorakouská – Niederösterreichischer Sokolgau
- Akademický spolek – Akademikerverein

Bis 1942 wurde das Hotel unter dem Namen „Český dům, Tschechisches Haus“ geführt, danach wurde es in „Hotel Post“ umbenannt, unter dem es heute noch besteht und den Akademický spolek – Akademikerverein oder Akademischen Verein in Wien beherbergt. An Leoš Janáček als Gast und die Gründung einer Gewerkschaftsgruppierung im Jahr 1892 erinnern Gedenktafeln an der Fassade.
An der heutigen Adresse Turnergasse 9 befand sich das „Národní dům (Nationalhaus)“. Es wurde als Begegnungsstätte und Veranstaltungszentrum mit Gasthausbetrieb im Jahr 1894 gegründet. Zahlreiche Vereine hatten hier ihren Sitz (Stand 1938):
- Barák. Československá dělnická jednota – Tschechoslowakische Arbeitervereinigung
- Československý automotoklub ve Vídní – Tschechoslowakischer Auto-Motoklub
- Družstvo Národní dům – Verein zur Erbauung eines Vereinshauses
- Humanitärer Unterstützungs- und Geselligkeitsverein der gewesenen tschechischen Legionäre
- Klub československých turistů ve Vídni – Klub der tschechoslowakischen Touristen in Wien
- Pěvecká župa ve Vídni – Gau tschechoslowakischer Gesangsvereine
- Slovan A.C. sportovní klub – Fußballverein
- Sokol. Tělovýchovná jednota Sokol Videň XV – Turnverein
- Tovačovský – Gesangsverein
- Vlastenecká omladina. Divadelní ochotnický spolek ve Vídni – Theater-Dilettantenverein
- Vojta Náprstek. Československá beseda – Tschechoslowakischer Bildungsverein

Außerdem begann hier die Geschichte der Vídeňská záložna, zaregistrované družstvo s ručením omezeným (Die Wiener Vorschußkassa, registrierte Genossenschaft mit beschränkter Haftung).

### Erste Republik
1920 wurde die Genossenschaft Československý dům ve Vídni XXI, zaregistrované družstvo s ručením obmezeným (Tschechoslowakisches Haus in Wien XXI, registrierte Genossenschaft mit beschränkter Haftung) gegründet, um Speisehäuser zu errichten, in denen Genossenschaftsmitglieder preiswert verköstigt werden konnten, Besitzlose Unterstützung finden und Vereinen Räumlichkeiten zur Verfügung gestellt werden konnten. Außerdem sollte das Ausschank- und Kaffeehausgewerbe betrieben werden. 1939 wurde der Firmenwortlaut auf Tschechisches Haus in Wien XXI geändert. Die Genossenschaft bestand bis 1956. Das Tschechische Haus befand sich in der Brünner Straße 55.
Im Schuljahr 1923/1924 erfolgte die Gründung der tschechischen Volkshochschule „Lidová škola Komenského“, die etwa 1926/1927 389 Vorträge – gehalten von Universitätsprofessoren aus Prag und Pressburg – veranstaltete. Im Wien der Zwischenkriegszeit bestanden gleich drei tschechische Touristenvereine, die auch eigene Klubzeitungen herausgaben.
- „Jednota československých turistů ve Vídni (Vereinigung tschechoslowakischer Touristen in Wien)“ stand den Sozialdemokraten nahe. Publiziert wurde der „Turistický obzor (Touristische Rundschau)“.
- „Spolek českých turistů (Verein tschechischer Touristen)“ publizierte den „Turistický obzor“ und der
- „Klub československých turistů (KCT) (Klub der tschechoslowakischen Touristen)“ (ein Schwesterklub des österreichischen Touristenklubs), der ursprünglich eine Zweigorganisation des Prager Klubs war und seit 1913 selbständig, gab den „Věstník klubu československých turistů (Anzeiger des Klubs der tschechoslowakischen Touristen)“ heraus.

Der älteste und populärste tschechische Fußballverein war der 1901 gegründete „SK Slovan ve Vídni (Sportklub Slawe in Wien (der Slovan))“, dem in der Zwischenkriegszeit der Aufstieg in die oberste Spielklasse gelang. Wegen Streitereien mit dem Verband wurde der Klub aufgelöst, ab 1935 als A. C. Slavia neu gegründet und musste unter der Herrschaft der Nationalsozialisten auf A. C. Sparta umbenannt werden. Der A. C. Sparta und der S. K. Moravia gehörten den wenigen tschechischen Vereinen an, die in dieser Ära nicht aufgelöst wurden. Als Austragungsort für die Fußballmatches stand dem S. K. Slovan das Stadion „České srdce (Tschechisches Herz-Platz oder auch Herzplatz)“ am Laaer Berg in Favoriten zur Verfügung. Genutzt wurde dieser Platz – mit drei Fußballplätzen und einer Laufbahn für Leichtathletikbewerbe einer der größten Wiens – allerdings nicht nur für Fußballspiele, sondern auch für Veranstaltungen der tschechischen Vereine. Laut einer Meldung der Rathauskorrespondenz vom 14. Juli 1949 wurde der Platz von der Stadt Wien vom Verein „Tschechisches Herz“ für 20 Jahre gepachtet, als Hauptmieter sollte der ASKÖ einziehen. Heute befindet sich auf dem Areal das Franz-Horr-Stadion der Wiener Austria.
Weitere Fußballvereine, die aber alle schwächer als der S. K. Slovan waren, waren:
- S. K. Moravia 10, später fusioniert mit dem
- S. K. Čechie 11
- S. K. Slavoj 18
- Vídeňská Slavie 14

Mit der Verbreitung des Volleyballspiels in Österreich schrieb der Sokol Sportgeschichte. Professor Zivay brachte 1925 diese Ballsportart aus Pressburg mit ans Komensky-Realgymnasium in Favoriten, ein Jahr später gab es Wien bereits zahlreiche Volleyballsektionen bei zahlreichen Sokolvereinen und Turniere. Andere tschechische Sportvereine übernahmen diese neue Sportart, die österreichweit aber erst nach dem Zweiten Weltkrieg ihre Verbreitung fand.
Eine andere Art, die Wiener Tschechen zu unterhalten, war das Theater, welches schon lange vor dem Ersten Weltkrieg großes Interesse fand. Zum Teil waren es von den Vereinen selbst gespielte Aufführungen, aber auch Gastspiele tschechischer Theater. So trat noch im Sommer 1918 das Prager Nationaltheater in Wien auf. Nach dem Zerfall der Habsburgermonarchie und der Gründung neuer Nationalstaaten war es zunächst fast unmöglich, diese kulturellen Kontakte weiter zu pflegen. Die dadurch entstehende Lücke füllten zunächst Theatervereine wie Pokrok, der der älteste und prominenteste dieser Kategorie in Wien war oder auch der Gesangsverein Lumír. Die Qualität der Aufführungen der vielen engagierten Laientheater führte allerdings auch zu deftig abwertenden Kommentaren. Nachdem sich die Wogen der Staatsgründungen gelegt hatten, begann zögernd wieder der Kulturaustausch auf der Bühne. 1922 gab es ein Gastspiel des Preßburger Theaters und 1924 spielte das Prager Nationaltheater alle Opern von Bedřich Smetana in der Wiener Volksoper und auch die Olmützer Oper kam nach Wien. Verschiedene Überlegungen, in Wien ein eigenes tschechisches Theater zu gründen, blieben wegen der finanziellen Lage ein Wunschtraum. Fraglich wäre auch die Reaktion der deutschsprachigen Wiener Bevölkerung auf ein solches Vorhaben gewesen, wurde doch 1933 gegen ein weder geplantes noch existierendes Kino wild polemisiert.
Die tschechische Jugendbewegung Omladiny Komenského verfügte um 1928 über 10 Sektionen mit insgesamt rund 600 Mitgliedern. Geboten wurden unter anderem Theatervorführungen, Tischtennis, Kurse in Deutsch, Kochen, Schönschreiben und Erster Hilfe und Tanzstunden. Die Mitglieder duzten einander und sprachen sich mit „Bruder“ und „Schwester“ an, mit 24 Jahren sollten sie aus der Jugendbewegung austreten und in andere Vereine übertreten.
„Slovanská beseda (Das Slawische Gespräch)“ war der Exklusivklub der Tschechen Wiens. Die Mitglieder wie Graf Eugen Černin, Graf Otto Harrach, Bankdirektoren, Geschäftsleute (Josef Prousek, Gründer der Konditorei Aida oder Karl Kolařík, Besitzer des Restaurants Schweizerhaus im Wiener Prater). Hauptaufgabe dieses zwischen 500 (1925) und 261 Mitglieder (1934) starken Klubs war die Organisation von Vorträgen, Theatervorführungen (in den zwanziger Jahren) und Kinderveranstaltungen in den dreißiger Jahren. Neben dem Komensky-Verein, dem mit kräftigen Geldspenden aus der Tschechoslowakischen Republik der Bau und Betrieb zahlreicher Schulen ermöglicht wurde, war der Sozialhilfeverein České srdce Hauptnutznießer dieser Spendengelder.

### NS-Zeit
Anfang Juli 1938 fand in der Tschechoslowakischen Republik der Slet der Sokoln statt. Der Gauleiter von Wien, Josef Bürckel, gestattete die Teilnahme des Wiener Sokol nur unter der Bedingung, dass beim Umzug die Hakenkreuzfahne getragen würde. Im November 1941 wurde der Turnverein Sokol und im Herbst 1942 12 weitere Turn- und Sportvereine, darunter auch der Orel, aufgelöst. Da von 68 Spielern von S. K. Moravia 10 48 bei der deutschen Wehrmacht dienten, wurden sie als Deutsche – und damit der Klub als mehrheitlich deutsch – eingestuft und nicht aufgelöst. Ähnlich verhielt es sich mit dem A. C. Slovan, der auf A. C. Sparta umbenannt worden war.

### Zweite Republik

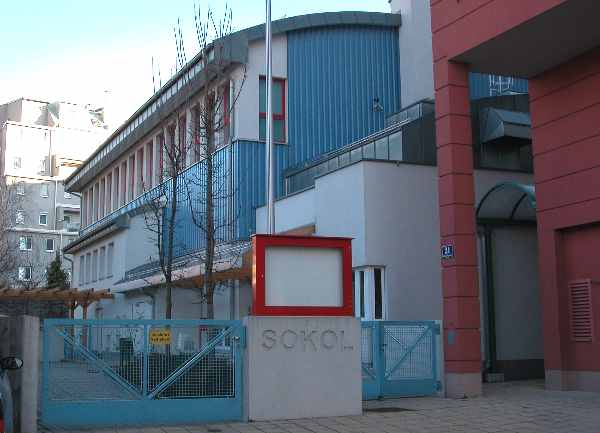
Sokolhaus in Favoriten

Unmittelbar nach dem Ende des Zweiten Weltkriegs in Wien begannen die Tschechen mit dem Wiederaufbau ihrer Vereine. Bereits im April 1945 bildete sich der „ČSÚV (Československý ústřední výbor – Tschechoslowakischer Zentralausschuss)“, der im Laufe der Nachkriegsjahre zur Dachorganisation der Wiener Tschechen wurde. Zur Hauptaufgabe der neuen Organisation wurden die Vorbereitungsarbeiten und die Durchführung der von Prag initiierten Rückwanderung in die Tschechoslowakische Republik, um die aus ihrer Heimat vertriebenen Sudetendeutschen und Südmährer zu ersetzen.
Bei einer Kommission, die zu entscheiden hatte, wer „repatriierungswürdig“ war, meldeten sich bis September 1946 etwa 24.000 Personen. Für die Heimkehr in die ČSR sprachen die im Vergleich zum kriegszerstörten Österreich geordneten Verhältnisse. Die in Wien verbliebene und zahlenmäßig geschrumpfte tschechische Gemeinde bemühte sich, möglichst geschlossen aufzutreten. So wurde etwa ab Jänner 1946 eine gemeinsame Wochenzeitung herausgegeben, an der sich auch die Kommunisten beteiligten. Ein von allen Vereinen gemeinsam gestaltetes Sommerfest im Juli 1947 aber war die letzte große gemeinsame Veranstaltung. Nach der Machtübernahme der Kommunisten in der Tschechoslowakischen Republik erhielten auch die Kommunisten unter den Tschechen Wiens starken Auftrieb, der zur Spaltung der Volksgruppe in eine demokratische und eine kommunistische, mit Prag sympathisierende Gruppe führte.
Es bildeten sich zwei Dachverbände („Sdružení Čechů a Slováků v Rakousku (Verband der Tschechen und Slowaken in Österreich)“, 1949, kommunistisch und „Menšinová rada (Minderheitenrat)“, 1951, demokratisch), die sich um ein klares Bekenntnis der verschiedenen Vereine zu einer der beiden politischen Ideologien bemühten. Diese Entwicklung führte sogar zur Spaltung von Vereinen, wie es zum Beispiel dem Sokol passierte. An die Tradition der tschechischen Fußballklubs in Wien knüpfte der Slovan-HAC an, während die Volleyballmannschaften des Sokol V und des SK Slovan Olympia (Damen) und des Sokol X, des DTJ Wien und des Sokol V (Herren) mehrfache österreichische Meister wurden.

## Spuren
Die Tschechen Wiens waren und sind heute noch in vielfältiger Art im Stadtbild bemerkbar.

### Gebäude und Institutionen

#### Böhmische Hofkanzlei
Von der zwischen dem Judenplatz und der Wipplingerstraße gegenüber dem Alten Rathaus von Wien gelegenen Böhmischen Hofkanzlei wurden ursprünglich die Böhmen betreffenden Verwaltungsangelegenheiten geregelt.

#### Tschechisches Zentrum

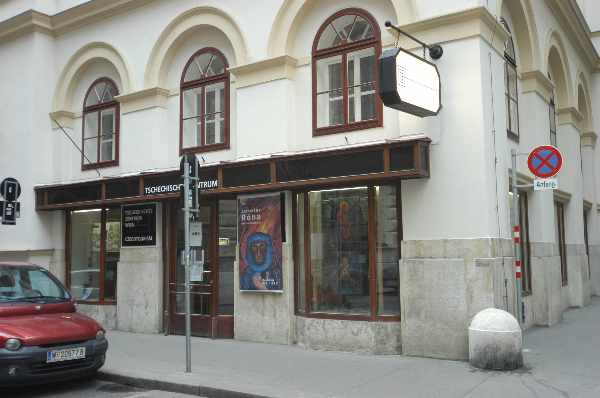
Tschechisches Zentrum Wien

Ebenfalls keine Institution der Wiener Tschechen ist das Tschechische Zentrum in der Herrengasse in der Inneren Stadt. Dessen Gründung wurde – wie die aller Tschechischen Zentren – vom tschechischen Außenministerium beschlossen als Werbe- und Informationsträger für Kunst, Kultur, Schulwesen, Wissenschaft und Forschung, Handel und Fremdenverkehr in und mit der Tschechischen Republik. Eröffnet wurde das Tschechische Zentrum im Juni 1994.

#### Palais Lobkowitz
Das für die Grafen Dietrichstein zwischen 1658 und 1687 erbaute Palais Lobkowitz am Lobkowitzplatz wurde 1753 von Herzog Wenzel Eusebius von Lobkowicz gekauft. Der französischen Republik diente es ebenso als Botschaft wie Ende 1918 der tschechoslowakischen Republik. Heute ist in dem Bauwerk das Theatermuseum beheimatet. (Das Palais Lobkowitz wird hier als Beispiel für die zahlreichen anderen Prunkbauten genannt, die einst im Besitz tschechischer Adeliger standen.)

#### Böhmischer Prater
Aus einer der Werkskantinen der zahlreichen Ziegelwerke am Laaer Berg in Favoriten entwickelte sich zunächst ein Ausflugslokal, das vor allem von tschechischen Arbeitern frequentiert wurde. 1882 wurde erstmals um die Konzession zu Errichtung und Betrieb eines Ringelspiels und einer Schaukel angesucht. Zwar erreichte der Böhmische Prater weder die Größe des Wurstelpraters noch konnte er mit dessen Attraktionen mithalten, dafür waren die Preise auch niedriger. Der Böhmische Prater war auch Ziel von Schulausflügen des Komenskyvereines. Heute kämpft er vor allem mit dem Vorurteil, zu viele Glücksspielhallen zu beherbergen.

Ebenfalls zu den tschechischen architektonischen Spuren in Wien zählen die bereits erwähnten ehemaligen Schulen, von denen aber die wenigsten Standorte bekannt sind.

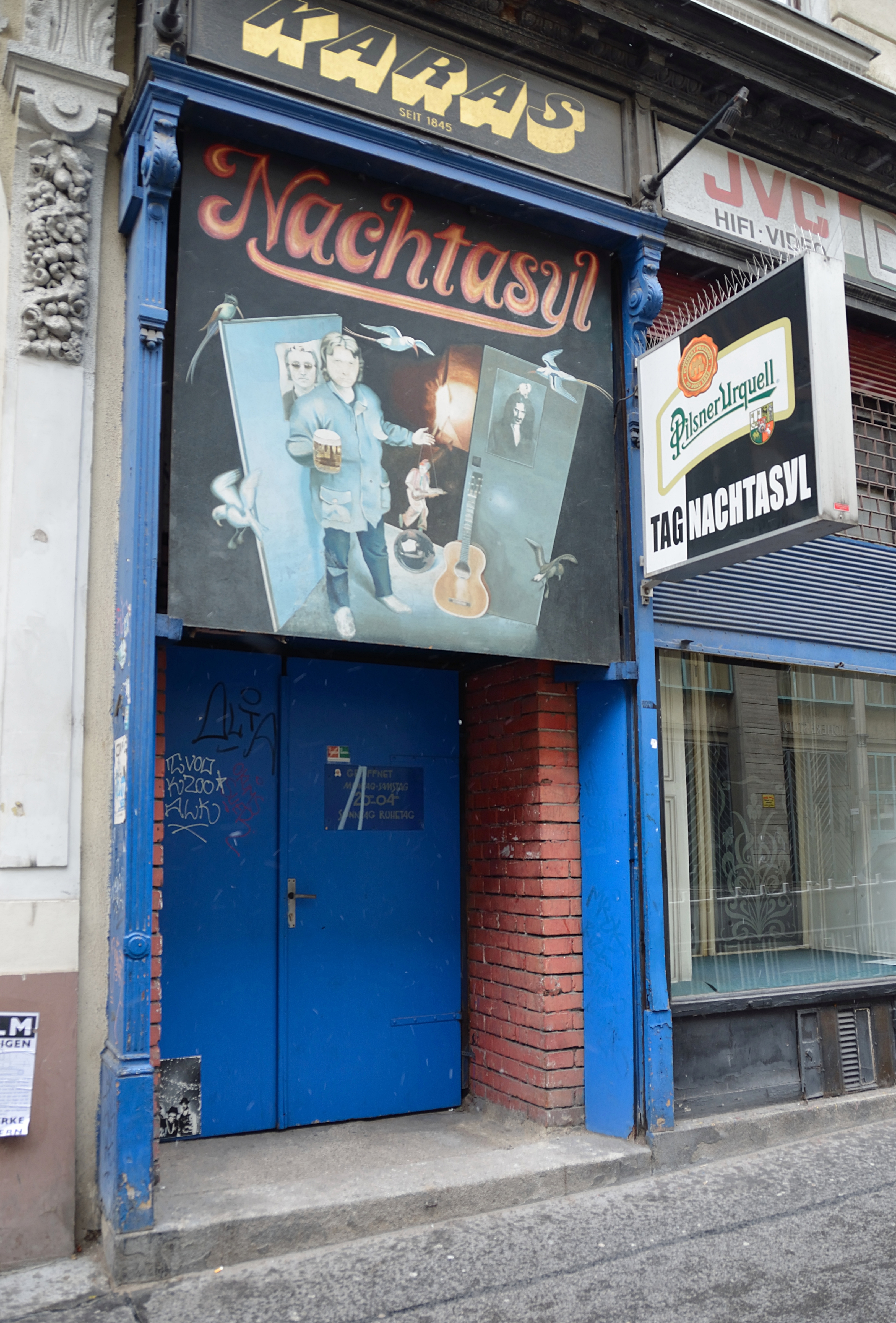
Kneipe „Nachtasyl“ in der Stumpergasse, zwischen 1987 und 2021 Treffpunkt der tschechischen Diaspora

#### Kneipe Nachtasyl
Ein wichtiges Zentrum der tschechischen Diaspora nach dem Prager Frühling war die 1987 gegründete Kneipe Nachtasyl in Mariahilf, in der Musiker wie Karel Kryl, Jaroslav Hutka und Vlastimil Třešňák auftraten. Präsident Václav Havel kam bei seinem ersten Staatsbesuch nach der Samtenen Revolution. 2021 wurde sie geschlossen.

### Prominente

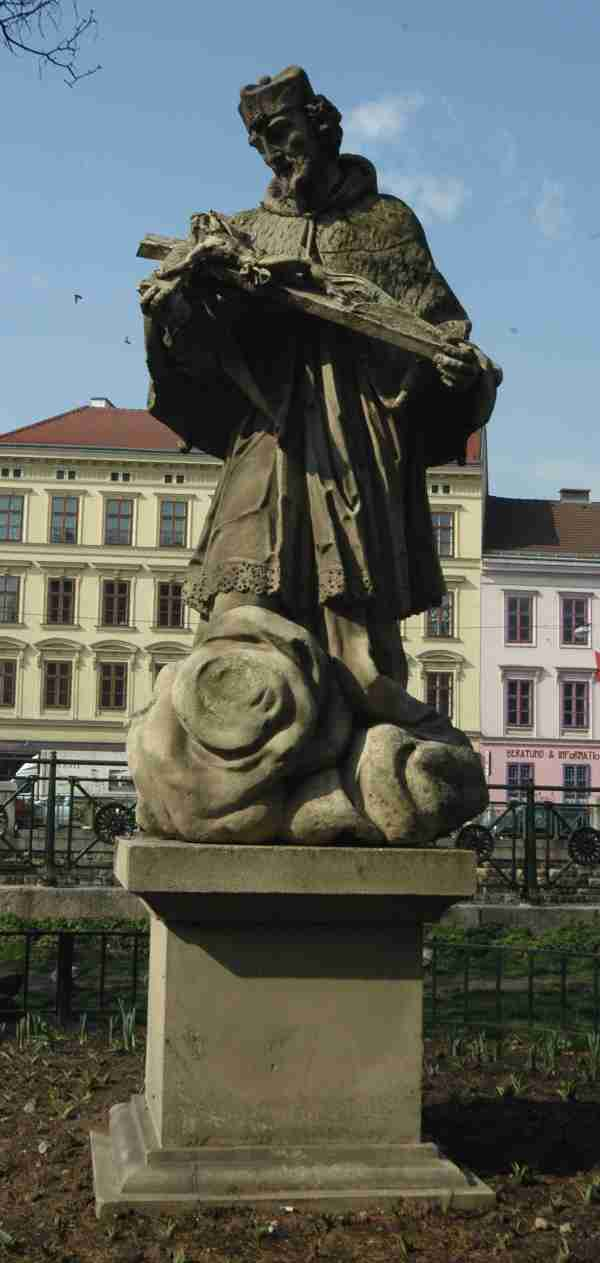
Heiliger Johannes Nepomuk

#### Johann Nepomuk
In Wien stehen vor allem in der Nähe von Brücken und Bächen zahlreiche Statuen des aus Böhmen stammenden Heiligen Johann Nepomuk. Er ist auch in den Wappen der Gemeindebezirke 12 (Meidling) und 18 (Währing) zu finden. Johann Nepomuk gewidmete Gotteshäuser in Wien sind:
- 2., Praterstraße / Nepomukgasse: Johann-Nepomuk-Kirche
- 2., Obere Donaustraße: Johannes-Nepomuk-Kapelle
- 2., Am Tabor: Johannes-Nepomuk-Kapelle
- 5., Hundsturmer Kapelle
- 9., St.-Johannes-Nepomuk-Kapelle
- 12., Meidlinger Pfarrkirche
- 13., Invalidenhauskirche
- 18., Gersthofer Straße 129: Johannes-Nepomuk-Kapelle
- 18., Gersthofer Straße bei Nr. 65: Johannes-Nepomuk-Kapelle

#### Klemens Maria Hofbauer
Klemens Maria Hofbauer, der den Heiligen Leopold 1914 als Schutzheiligen von Wien zwar formell, aber nicht faktisch ablöste, stammt aus Taßwitz bei Znaim. Den ursprünglichen Familiennamen Dvořák hatte sein Vater eingedeutscht. Nach ihm wurde der Clemens-Hofbauer-Platz im 17. Wiener Gemeindebezirk benannt.

#### Josef Prousek
Josef Prousek wurde 1883 in Držkov bei Tanvald in Nordböhmen geboren. Zwischen 1896 und 1899 erlernte er den Beruf des Zuckerbäckers und kam im Zuge seiner an die Lehrzeit anschließenden Wanderschaft nach Wien. 1917 kauften er und seine Frau Rosa eine Konditorei in der Porzellangasse, die noch vor dem Zweiten Weltkrieg zu der Kaffee-Konditoreikette Aïda mit zahlreichen Filialen ausgebaut wurde. 2004 wurde die 27. Filiale eröffnet. Weiters war Josef Prousek auch Präsident der 1922 gegründeten Velnákup obchodní akc. spol. ve Vídni. (Velnákup-Handels-Aktiengesellschaft in Wien), die 1952 in „Humer“ Waren-Handels-Aktiengesellschaft umbenannt wurde. Neben seiner beruflichen Tätigkeit engagierte sich Josef Prousek auch in tschechischen Vereinen.

#### Karl Kolarik
Karl Kolarik wurde 1901 geboren. 1920 übernahm der gelernte Fleischer und Selcher das damals schon beliebte Schweizerhaus im Wiener Prater und baute es weiter aus. Seit 1926 importierte er auch Budweiser Bier als Kolarik & Buben GesmbH. 1993 verstarb Karl Kolarik, der auch in tschechischen Vereinen tätig war. An ihn erinnert der Karl-Kolarik-Weg im Wurstelprater.
Zu den prominenten Tschechen in Wien zählen aber auch Sportler wie die Wunderteam-Spieler Franz Cisar, Johann Urbanek, Josef Bican, Matthias Kaburek und Matthias Sindelar.

### Straßen- und Gassennamen
Die große Zahl der in Wien lebenden Tschechen hinterließ auch in der Benennung von Verkehrsflächen ihre Spuren. Benannt wurden diese nach Personen, aber auch nach tschechischen Sagengestalten oder Städten.
- Brünner Straße, Prager Straße: Die Brünner Straße wurde 1736 als Poststraße nach Brünn errichtet, die Prager Straße ist die älteste Straße von Floridsdorf.
- Hlavacekweg: Der Weg im Wiener Ortsteil Baumgarten (14. Bezirk) wurde nach dem im 12. Wiener Gemeindebezirk geborenen Professor Anton Hlavaček benannt.
- Kinskygasse: Die Gasse im 23. Wiener Gemeindebezirk wurde nach Maria Rosa Aloisia Katharina Fürstin von Kinsky (1783–1802), der Besitzerin der Herrschaft Inzersdorf, benannt.
- Libussagasse: Die Gasse im 10. Bezirk trägt den Namen einer böhmischen Sagengestalt Libuše. Diese ist angeblich die Begründerin von Prag und die Ahnherrin der Přemysliden.
- Pokornygasse: Die Gasse im 19. Bezirk erhielt ihren Namen 1894 nach Dr. Alois Pokorny, einem Naturhistoriker und lokalen Gymnasialdirektor. Zuvor hieß sie „Kuhdrift“, „Viehtriebgasse“ und „Donaustraße“.
- Rokitanskygasse (17. Bezirk): benannt nach dem bedeutenden Pathologen Carl von Rokitansky.
- Skodagasse (8. Bezirk): benannt nach Professor Josef von Škoda, einem bedeutenden Mediziner.

### Kulinarisches
Die große Zahl der böhmischen Köchinnen in den herrschaftlichen Haushalten hinterließ in der Österreichischen Küche langlebige Spuren. So ist etwa eine „Grundsubstanz“ für zahlreiche Produkte der Küche der Powidl (tschechisch: povidla), ein Zwetschkenmus. Zum Einsatz kommt dieser in den Buchteln (tschechisch: buchta), in Powidlkolatschen (oder auch -golatschen, tschechisch: koláč), in Powidltascherln (Powidltatschkerln) aus Teig aus Bramburi (tschechisch: brambor), also aus Erdäpfeln. Den Powidltatschkerln setzte der in Wien-Meidling geborene Hermann Leopoldi gemeinsam mit Rudolf Skutajan ein musikalisches Denkmal. Etwas deftiger wird die Küche mit Topfenhaluschka oder Haluschka (tschechisch: halušky), wo gekochte Bandnudeln oder Fleckerl mit Topfen und Speckstücken vermischt werden (Bryndzové halušky, auch slowakisches Nationalgericht, werden oft aus Kartoffelteig hergestellt und gleichen der Form nach eher den italienischen Gnocchi oder den Schweizer Spätzle, und sind somit eher als Nockerln anzusehen.) Die Nasen der feinen Herrschaften wurden strapaziert durch Olmützer Quargel, einen Sauermilchkäse. Klobasse (tschechisch: klobása) sind grobe Würste, die ein wirtschaftliches Standbein der Würstelstände bilden. Und vor allem im Wiener Prater wurden lange Zeit die Znaimer Salzgurken zum Kauf angeboten.

### Böhmakeln
Das „Böhmakeln“ (vom Ethnophaulismus ,Böhmak‘ für Böhme oder Tscheche) steht noch heute für eine deutsche Mischsprache mit tschechischem Akzent.

## In Österreich aktive tschechische Vereine und Institutionen (Stand 2004)
- Akademischer Verein in Wien – Akademický spolek (Drachengasse 3/6, 1010 Wien)
- Bibliotheksverein "Jirasek" – Knihovna „Jirásek“ (Thalhaimergasse 38/I/1, 1160 Wien)
- České srdce (Margaretenplatz 7, 1050 Wien)
- Česká sociálně demokratická strana v Rakousku (Margaretenplatz 7, 1050 Wien)
- Československá jednota „Barák“ (Margaretenplatz 7, 1050 Wien)
- Česko-slovensko rakouské kontaktní fórum
- Elternvereinigung des Schulvereins "Komensky" – Rodičovské sdružení (Sebastianplatz 3, 1030 Wien)
- Jednota Orel Vídeň III (Sebastianplatz 3, 1030 Wien)
- Jednota Orel Vídeň X (Puchsbaumgasse 39a, 1100 Wien)
- Jednota Orel Vídeň XV (Pelzgasse 17, 1150 Wien)
- Katholische Mission der Tschechen in Österreich – Katolická mise Čechů v Rakousku (Hagenmüllergasse 31, 1030 Wien)
- Klemens Maria Hofbauer Klub (Seitzergasse 5/IV, 1010 Wien)
- Klub československých turistů (Sebastianplatz 3, 1030 Wien)
- Kulturklub der Tschechen und Slowaken in Österreich – Kulturní klub Čechů a Slováků v Rakousku (Schlösselgasse 18, 1080 Wien)
- Minderheitenrat der tschechischen und slowakischen Volksgruppe in Österreich – Menšinová rada české a slovenské větve v Rakousku (Margaretenplatz 7, 1050 Wien)
- Neue Heimat – Volksgruppenrat der in Österreich ans. Tschechen und Slowaken – Nová vlast (Webgasse 14/8, 1060 Wien)
- Österreichisch-Tschechische Gesellschaft – Rakousko-česká společnost (Fuchsthallergasse 13, 1090 Wien)
- Schulverein "Komensky" – Školní spolek „Komenský“ (Sebastianplatz 3, 1030 Wien)
- St.Method-Verein – Spolek sv. Metoděje (Schützengasse 30, 1030 Wien)
- Slovanská beseda (Drachengasse 3/6, 1010 Wien)
- Spolek Národní dům (Sebastianplatz 3, 1030 Wien)
- Sportovní klub SLOVAN
- Tschechoslowakische Volksvereinigung in Österreich – Československé lidové sdružení v Rakousku (Pelzgasse 17, 1150 Wien)
- Theaterverein "Vlastenecká omladina"
- Vereinigung der Tschechen und Slowaken in Österreich – Sdružení Čechů a Slováků v Rakousku (Sebastianplatz 3, 1030 Wien)
- Verein "Máj" – Spolek Máj (Oswaldgasse 14/VI/10, 1120 Wien)
- Verband der österreichischen Sokol Vereine – Sokolská župa rakouská
- Turnverein Sokol III/XI
- Turnverein Sokol X (Angeligasse 21, 1100 Wien)
- Turnverein Sokol XVI/XVIII
- Turnverein Sokol Tyrs XII/XV

## Persönlichkeiten
- Božena Němcová, geboren als Barbara Nowotny, tschechische Nationaldichterin
- Hans Maršálek, KZ-Zeitzeuge und -Chronist
- Josef Hesoun, österreichischer Gewerkschaftsfunktionär und Minister[58]
- Ferdinand Lacina, österreichischer sozialdemokratischer Politiker und Bankmanager[59]